# Kincsem (versenyló)
Kincsem (Tápiószentmárton, 1874. március 17. – Kisbér, 1887. március 17.) többszörös díjnyertes, Magyarországon tenyésztett, angol telivér szülőktől származó versenyló, a magyar lósport és lótenyésztés büszkesége. Magyarországon „a legyőzhetetlen csodakanca” névvel, Európa többi részén pedig a „Hungarian miracle” és a „Hungarian wonder” „Wunderstute” (vagyis magyar csoda) titulusokkal illették.
Blaskovich Ernő  Waternymph nevű, angol telivér fajtájú kancát Kisbéren fedeztették, ahol az apamén az 1872-ben 5500 fontért Angliában megvásárolt Cambuscan volt. Kincsem a kisbéri ménesben jött a világra. A sportsikerei révén később világhírűvé vált magyar versenyló Magyarországon kívül Európa több országában, Ausztriában, Angliában, Franciaországban, Csehországban és Németországban, 13 versenypályán, 54 alkalommal állt rajthoz és 54 győzelmet aratott. Győzelmeinek értékét emeli, hogy kancaként (nőstényként) verte meg a méneket, ami a lóversenyeken kivételesnek számít. Krúdy Gyula 1926-ban így foglalta össze kivételességét a Taral, a csodalovas és a 100 éves lóverseny című írásában:
„Kincsem volt az, aki fellelkesítette a magyar urakat, hogy a csodakancához hasonló paripákat tenyésszenek, amelyekkel majd öregbítsék a magyar lónevelés hírnevét, végig az egész világon. A Majthényi Izidorok, a Baltazziak, Zichy Béla grófok, Dréher Antalok, Springer Gusztávok, Teleki László grófok, Apponyi Antalok, Geist Gáspárok, Luczenbacher Miklósok, a Rothschildok, a Sigrayak, Wenckheimek, Esterházyak, Harkányiak, Rohonczyak, Szemerék voltaképpen azért neveltek csikókat az utolsó ötven esztendőben, hogy utolérjék ama legendás Blaskovich Ernőt. ”.
Hatéves korában még mindig tréningben volt, azonban valószínűleg egy csikó rúgásától lesántult, ezért tulajdonosa abbahagyta vele a versenyzést. Dr. Fehér Dezső, Kincsem csontvázának átvizsgálásakor fedezte fel a valódi okot. Kincsem tenyészkancaként bizonyított tovább, fedeztetésre több alkalommal is a Kisbéri Ménesbe szállították. Kiváló telivér vérvonalát tovább vitte és öt csikót ellett a legjobb magyar tenyészménektől. A tiszta vérvonalba tartozó angol telivérek utódai közül több ló is szép eredményt ért el a világ versenypályáin és a családfája, főként német tenyészetekben, a mai napig is tovább él. Kincsem versenyeiről – a futamok részletes adatait is közölve – a korabeli újságok rendszeresen tudósítottak.
A világhírűvé vált versenyló nevét a budapesti Kincsem Park, és a 2007. június 8-án Sárneczky Krisztián csillagász által felfedezett, 161975 Kincsem nevű aszteroida is őrzi. Több szobrot és festményt is készítettek róla, életnagyságú bronzszobra a Kincsem Parkban, a galopp-pálya bejáratánál található. Csontváza ma is megtekinthető a budapesti Magyar Mezőgazdasági Múzeumban. Herendi Gábor filmrendező 2017-ben mutatta be Kincsem című romantikus kalandfilmjét, mely a csodakancát és a kiegyezés korát bemutató, valóságos eseményeket is tartalmazó filmfeldolgozása a ló és tulajdonosa életének.

## Történelmi előzmények

### Lótenyésztés Magyarországon a reformkor előtt
Az ázsiai füves sztyeppékről a honfoglaló magyar törzsek Kárpát-medencei szállásterületeire behozott lovak kicsik, de nagyon kitartóak voltak. Ezekkel a lovakkal vegyültek a különféle európai népektől zsákmányolt és beszármazott lovak, amelyek a magyar lóállomány genetikáját nagymértékben megváltoztatták. Ez az okszerű vérkeverési folyamat a honfoglalástól a mohácsi csatáig tartott.

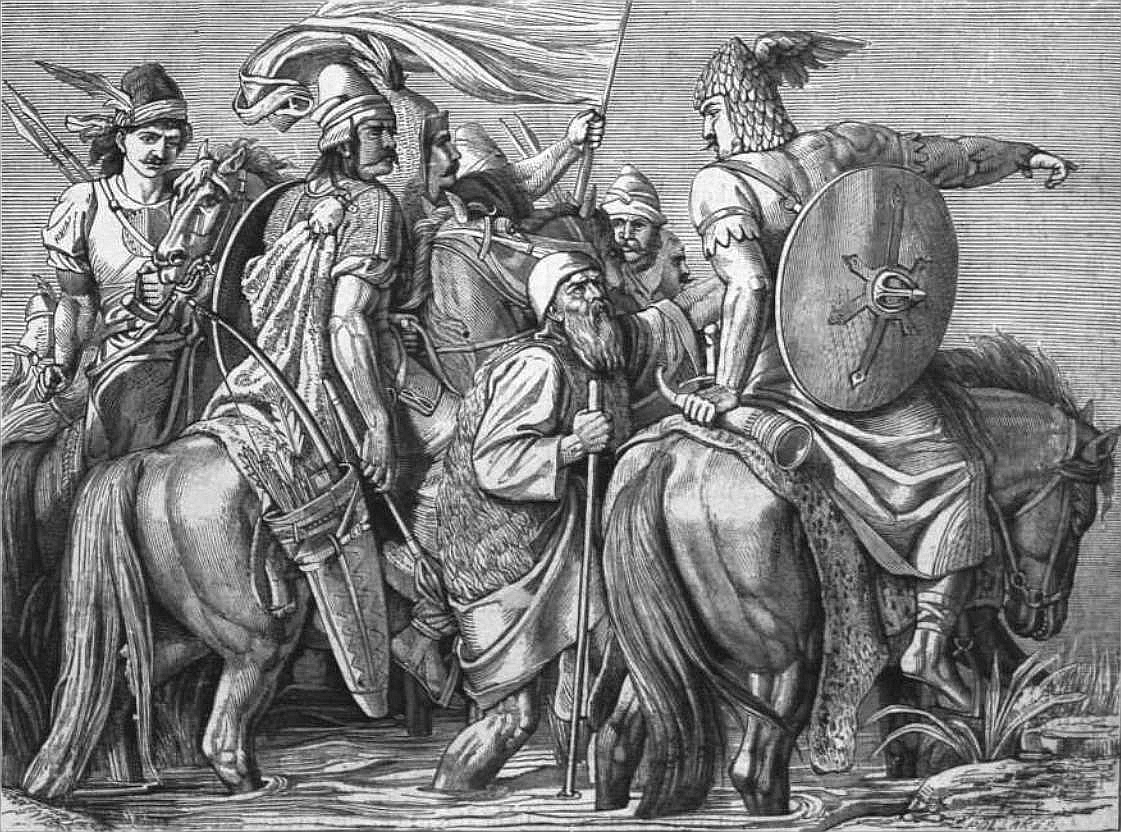
Lotz Károly : A magyarok megérkezése az új hazába

A török háborúk és a hódoltságtól kezdve a magyar ló aztán ismét gyökeresen megváltozott, mert attól kezdve a törököktől zsákmányolt, ajándékba kapott vagy vásárlással idekerült arab lovak, főként Erdélyben, magasabb szintre emelték a lovak tenyésztési minőségét. Erdélybe 1740 körül került a legelső spanyol hágómén báró Wesselényi István zsibói ménesébe. A lipicai fajta tenyésztése 1580-ban kezdődött, amikor a Habsburgok a Trieszt közelében lévő Lipicán létesített új ménesükbe méneket és kancákat szállítottak az Ibériai-félszigetről. III. Károly magyar király spanyolvérű méneseiből Magyarországra került lovak pedig ismét csak átalakították a magyar tenyészetek vérét.

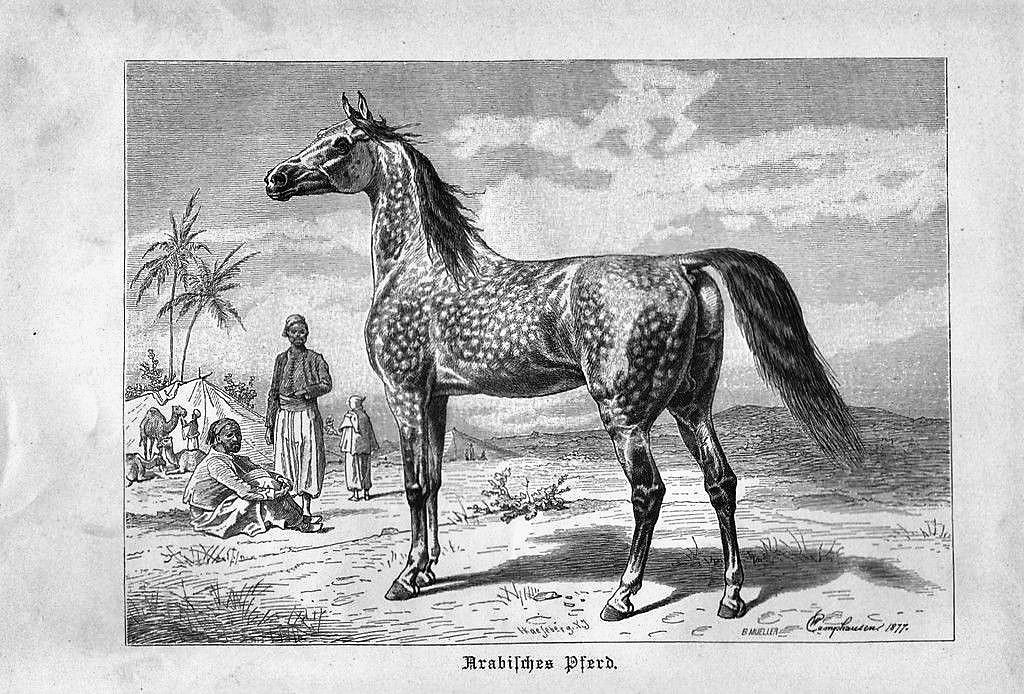
Arab ló

A 18. században a Habsburg Birodalom hadseregében tudatos lónemesítés kezdődött. Egy-egy lovasezrednél 30–40 jó tulajdonságokkal bíró kancát kiválasztottak és az ezredparancsnok felügyeletére bízott mén alá beosztottak. Később az így vemhesült kancák a tizedik hónapig a többi hadi lóval együtt a rendes katonai szolgálatot végezték, azután pedig a regula szerint egészen a csikók elléséig megkímélték az anyakancákat. Az így született csikók egyéves korukig a regimentnél maradtak, majd egyéves koruk után összegyűjtötték őket további fölnevelés céljából és átadták a Csallóközben létesített csikóménesnek. A csikóménesben fölnevelt legjobb méncsikókat hároméves korukban a községekbe osztották be apaménként, a kancákat és a herélt méneket (paripa) pedig visszavitték az ezredekhez. Mária Terézia egyik rendeletében elrendelte, hogy a hadseregből kimustrált, de tenyésztésre még alkalmas kancákat mérsékelt áron osszák ki a megyék között, hogy ahol szükséges, ott a lóállomány javítására felhasználhassák azokat. 1814-től pedig az első angol telivér tenyésztörzs idekerülésével újra jelentősen átalakult a lóállomány összetétele. A magyar ló fajtájának sok-sok átalakulása során a lótenyésztés alapjai is kialakultak. A legnagyobb hatással a magyar lóállomány kialakulására a spanyol vagy andalúz ló és az arab ló mellett az angol telivér volt, ugyanúgy, ahogy a világ mai lóállományának kialakulására is.
Magyarország területén az első állami ménesbirtok  alapítólevelét 1784. december 20-án írták alá, a Mezőhegyesen létesült Császári és Királyi Ménesintézet volt Csekonics József lótartalék-parancsnok vezetése alatt, aki tervet készített a lótenyésztés előmozdítására, akkoriban még a Habsburg Birodalom katonalovainak tenyésztése céljából, hogy „Magyarországban és az ahhoz tartozó tartományokban.., a jobb fajtából eredett és magasabb méretű lovaknak száma jövendő időkre nézve is minden kitalálható móddal gyarapítatthassék”. Ekkor kezdődött a melegvérű nóniusz lófajta kitenyésztése. A ménesbirtok másik tenyészfajtája, a gidrán bekerült a magyar parasztgazdaságokba is. Ezután létesült 1789-ben a bábolnai, majd azt követően a kisbéri és a fogarasi állami ménesbirtok. Gödöllőn, Nagykőrösön, Varasdon, Sepsiszentgyörgyön is létrejöttek kisebb lótenyésztő központok.

### Az első pesti lófuttatás

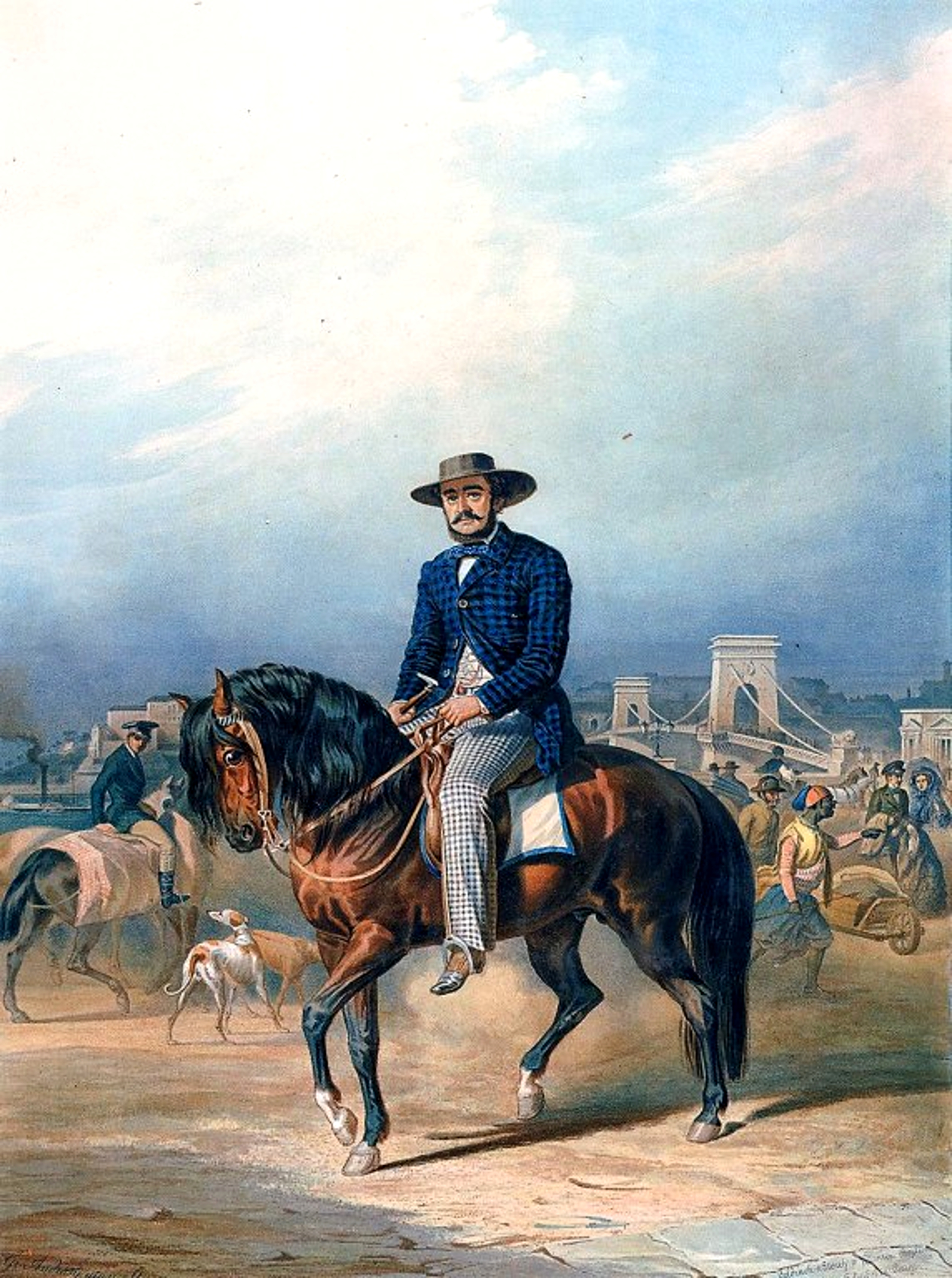
„…csak magunkon áll ezen tárgyat olly virágzásba hozni és valaha olly gyümölcsözésre vinni: hogy a Világ minden vásárait lovainkkal elboríthassuk és hogy a Magyar Ló mindenütt igazságos és megérdemelt Elsőséget nyerjen…”, Széchenyi István: Lovakrul (1828)

Az első lóversenyt 1780-ban rendezték meg Angliában. 1779-ben a Jockey Club elnöke Sir Charles Bunbury és Lord Derby elhatározták, hogy versenyt írnak ki hároméves mének és kancák számára. A névadást „fej vagy írás” alapon döntötték el Lord Derby javára, így az angol főúr neve a legfontosabb lóverseny futamok egyikeként él tovább az egész világon.
A reformkorban Széchenyi István első terve Magyarország felvirágoztatására – a külföldön bevált közintézmények életre hívása magyar földön is – a lóverseny meghonosítása volt az angol mintára („hogy az Ausztriai Birodalomnak minden hon csikózott nevelményei és kancái gyepre kelhessenek”), amit Ausztriában és Magyarországon ekkor még nem ismertek. Kezdeményezésében több támogatóra is lelt, így azután megbeszélésre indult I. Ferenc királyhoz, akinek a felszólítására 1822. január 31-én írásban is benyújtotta javaslatát. Tervéhez a lóverseny-egyesület védnökéül József nádort is megnyerte. Széchenyi kezdeményezésére 1827-ben jött létre a Pályafutási Társaság, amely később 1830. június 11-én az Állattenyésztő Társaság nevet vette fel. 1827. június 6-án 25 ezer néző előtt a Babieka nevű angol telivér – amelyet Széchenyi István nevelt – győzött az első lófuttatáson. 1828-ban jelent meg Széchenyinek a maga korában úttörőnek számító munkája Lovakrul címmel, amellyel egy lótenyésztő egyesület megalapítását akarta előmozdítani.

„…rég tudtuk, s mielőtt hozzá honunk, határai közt szerencsénk vala, csak magam többet husz angol telivér ménnél s többet hatvan telivér kanczával hozattam Angliábul saját költségemen honunkba, s hát még mennyivel gazdagíták a hazát az Almásyak, Béldiek, Csekonicsok, Esterházyak, Festeticsek, Hunyadyak, Károlyiak, Keglevichek, Kendefyek, Kráyak, Lichtensteinek, Nádasdyak, Sándorok, Wenkheimok, Viczayak, Wesselényiek, Zichyek, sat… de most három évtül fogva megint jobban haladok. Egy másodfű telivér csikómat, mellyet husz font sterlingen vett, 's Remény nevü mén által öt fontért hágott vak kanczátul neveltem, feliben N. idomár vette át, s a, csikó szinte egy évi felette gondos idomítás által annyira kifejlett, s olly magaviseletet ígért, hogy mi, az idomár és én, még mielőtt nyilvános gyepre lépne csikónk, jó remény, fejében az érintett ménlovat, csikónk, nemzőjét, öt száz fonton megvásárlottuk…. ”

– gróf Széchenyi István: Néhány szó a’ lóverseny körül, Pesten. Heckenast Gusztáv, 1838.

Széchenyi Pestről visszajött. Ott a versfutásra mindent tüzbe s lángba hozott. A personalis, judex curiae, Tavernicus et etc. már mind a Jockey Club tagjai.

### A Monarchia „zöld színpadainak” létrejötte
Az 1848–49-es forradalom és szabadságharc után angol mintára, a lóversenyek az Osztrák–Magyar Monarchiában decentralizáltak lettek, azaz a bécsi és a budapesti lóverseny egyletek (Magyar Lovaregylet és az osztrák Jockey Club für Österreich) mellett, jó-néhány vidéki versenyegylet és tenyésztőbázis is létrejött. Ezek állandó, de többségében inkább ideiglenes, azaz csak a futtatások időpontjában funkcionáló lóversenytereket és pályákat hoztak létre és a „zöld színpadon” országszerte megindulhatott a lóversenyzés mint a társas reprezentáció sajátos intézménye. Bécsben előbb jött létre a lóversenyeknek otthont adó pálya, mint a magyar fővárosban, ott már 1839. május 5-én megnyílt a Bécsi Lóversenytársaság (Wiener Pferderennen-Gesellschaft) támogatásával a Freudenau lóversenypálya.

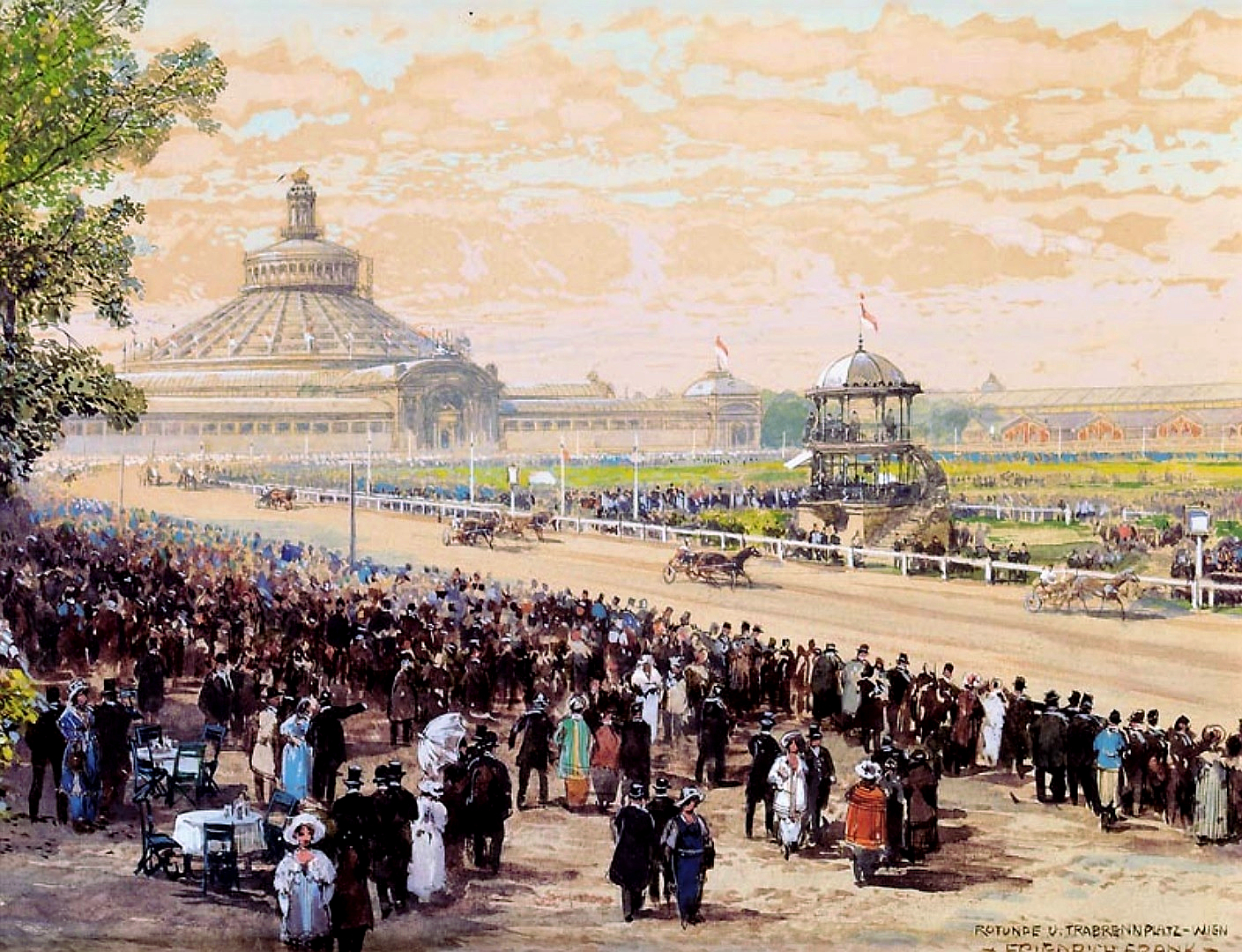
Dualizmus korabeli lóverseny a bécsi Práterben, Friedrich Frank vízfestménye, háttérben az 1873-as világkiállítás központi épülete, a Rotunda

A kiegyezést követően a dualizmus korában az úri társasági élet egyik legkedveltebb központi eseményét jelentették a lóversenyek, amit a Széchenyi által Magyarországon meghonosított fejlett lósportnak köszönhetett a kiegyezés utáni magyar társadalom. A magyar és az osztrák versenyrendszer olyan szoros kapcsolatban volt, hogy például a „Derbyt” Bécsben, a „St. Leger” futamát pedig az új magyar fővárosban Budapesten rendezték. A versenyek nyitottak voltak minden az osztrák-magyar birodalomban fedeztetett kancák ivadékai előtt. 1871-ben alakult ki Franciaországban a megújított lóversenyfogadási totalizatőr rendszer, amelyben a futamra fogadók tétjeit összesítették, abból pedig levonták a futam költségét, a megmaradó összeget pedig felosztották a fogadók között. A totalizatőr rendszerben többféle fogadási módot választhattak a fogadók, mert fogadhattak a tét-re, amikor a futamgyőztes lovat kellett megtenni, a hely-re, amikor a fogadó választott lova az első három hely valamelyikén végez, befutó-ra, amikor az első két helyezett sorrendjét kellett eltalálni és a hármasbefutó-ra, ahol az első három helyezett helyes sorrendjét kellett megtippelni.

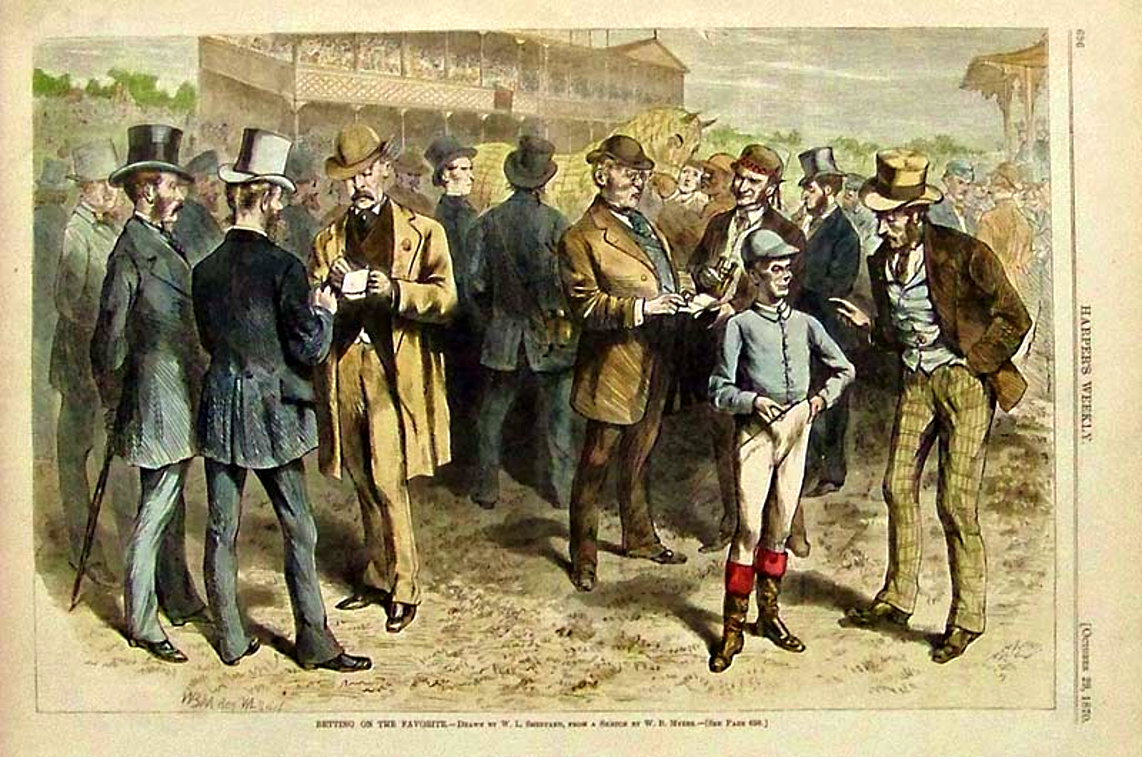
„Fogadás a kedvencre”, a Harper's Weekly című újság illusztrációja (1870)

Az első magyar nyelvű, lóversenyekről és a lótenyésztésről is híreket közlő sportújság első példánya 1857. január 15-én Pesten, a Landerer és Heckenast nyomdában készült el. Az újság először a Lapok a Lovászat és a Vadászat köréből címet viselte, majd 1858-tól Vadász és Versenylap lett a címe. Ebben a sportlapban a Kincsemmel és futamaival kapcsolatos, fedeztetésével és a betegségeivel foglalkozó számtalan információ is megjelent. Budapest közgyűlése 1877-ben jelölte ki a helyet az új lóversenytér létesítésére, a határozat szerint „az új Lóversenytér a Cs. Kir. Katonai Kincstár tulajdonát képező, a Váci út és Városliget közt fekvő régi lőportári telkeken” lett kijelölve. A Magyar Lovaregylet 1880. október 17-én avatta fel pályáját az Aréna úton (mai Dózsa György út), ahol azelőtt szétterült egy nagy „homokpuszta, merre a szem ellátott, jobbra a temetőig, balra a Városligetig, közepén meg el egész a Rákospatak menti szántóföldekig”. Richard Tattersall 1760-ban Londonban, majd 1766-ban New Marketban istállót létesített, ahol kiállításokat, vásárokat, árveréseket szervezett és lókereskedelemmel foglalkozott. De bérlovarda is működött benne, később Európa sok városában ennek mintájára létesültek a Tattersallnak nevezett lovasparadicsomok. Budapesten a később lebontott Puskás Ferenc Stadion és az edzőpályák helyén épült hasonló. 1918-ig ezen a lóversenytéren rendezték a budapesti lóversenyeket.

## Kincsem pályafutása

### Születése
Kincsem születési helyét illetően ellentmondásosak az adatok. A Vadász- És Versenylap 1883-as, 1887-es és 1910-es lapszámaiban 4 alkalommal  Kisbér -tjelölik meg Kincsem születési helyéül (Kisbér volt az Osztrák–Magyar Monarchiában az angol telivérfajta tenyésztési központja) Ugyanakkor a születési helyére vonatkozó legkorábbi adat a Vadász és Versenylap 1874. július 15-én megjelent híre, amely szerint Blaskovich Ernő tápiószentmártoni lótenyésztő birtokán, az ottani ménesben ellette a Waternymph nevű, előkelő pedigrével rendelkező telivér anyakanca. Az apja a híres, sokszoros futamgyőztes Cambuscan nevű angol telivér fedezőmén volt, aki Viktória brit királynő magánméneséből, a Hampton Court-i istállóból Francis Cavaliero közvetítésével került Kisbérre. Az angol telivérek vérvonala 26 ménre vezethető vissza, de az 1700-as évektől már csak három ménre és 50 kancára, melyet akkor még angol-arab keresztezésnek hívtak. Érdekes tény, hogy maga a tenyésztő, Blaskovich Ernő és Kincsem anyjának, Waternyph-nek a trénere, id. William Benson 1910-ben azt nyilatkozza a Vadász- És Versenylapban megjelent Kincsemről szóló terjedelmes cikkben, hogy Kincsem Kisbéren "elletett". Az 1922-ben Krúdy Gyula és Pálmai Henrik szerkesztésében megjelent Starttól a célig című könyvben ugyanez olvasható. De a Vasárnapi Újság 1889 szeptember 29.-i számának 628. oldalán szintén Kisbér szerepel Kincsem születési helyéül.  Mivel a korabeli hivatalos iratok, ellési naplók, csikókönyvek, számlák és bizonylatok sajnálatos módon eltűntek, csak a korabeli szaklapok, közlönyök információira hagyatkozhatunk. 
Ugyanakkor le kell szögeznünk, hogy Blaskovich Ernő lószeretete, szakértelme, versenyzői, tenyésztői múltja illetve a Tápiószentmártoni legelők mikroklímája, a nagyszerű takarmányozás, a ménesbeli gondos felnevelés sokkal fontosabb körülmény, nem beszélve Robert Hesp áldozatos munkájáról, ami Kincsemet Kincsemmé tette!  

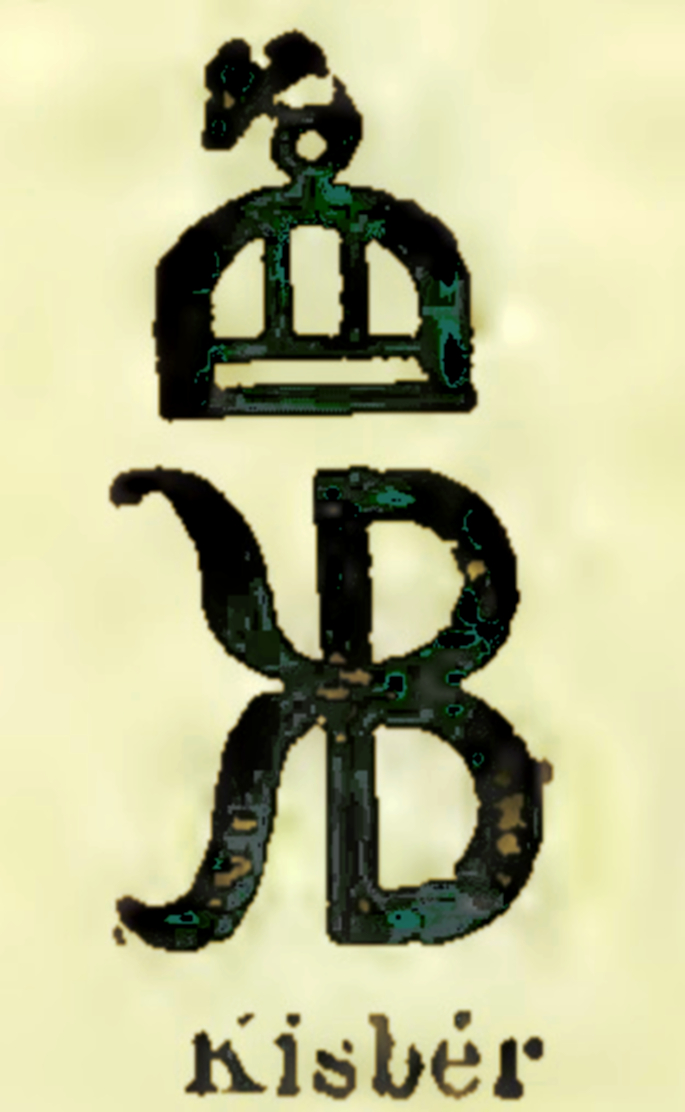
Kisbéri ménesbélyeg rajza, Révai nagy lexikona, az állami ménesekből származó csikókat tüzes vassal égetett ménesbélyeggel látták el. Manapság a csikót a születést követő hat hónapon belül kell megjelölni

Az angol telivér fajta kialakulását követően az 1700-as évek eleje óta más fajták vére nem került bele. Az angol telivérnek nevezett lófajta első törzskönyvét (General Stud Book) 1793-ban adták ki, a törzskönyvet akkor lezárták és más vérvonal nem kerülhet be a fajta lovai közé. Manapság több százezer angol telivér csikót regisztrálnak a törzskönyvbe és ellenőriznek DNS alapú származás-ellenőrző vizsgálattal szerte a világon.
A csodakanca trénerének dédunokája, Hesp József szerint a legkorábbi hírlapi forrásban a „Vadász és Versenylap” 1874. július 15-i számának 199. oldalán az olvasható, hogy „Blaskovich Ernő ur telivér ménesében Tápió-Sz.-Mártonon” Blaskovich Ernő vadászlova Waternymph egy sárga kancacsikót ellett Cambuscantól. A csikó egy szabályos alakú fehér folttal egy csillag jeggyel a homlokán látta meg a napvilágot.
Ugyanennek a lapnak az 1887. március 24-én megjelent lapszámában viszont az olvasható, hogy „Blaskovits Ernő ur nevelése, s Kisbérben elletett, hol anyja Waternymph akkor éppen farsangolni volt”.
A szülők azonossága miatt is kétségtelen, hogy a legkorábbi híradás Kincsem világra jöttéről tudósít. Apja, Cambuscan, egy import angol telivér volt, amelyet 1871-ben vásárolt meg Francis Cavaliero a kisbéri ménes számára. Anyja az ozorai Esterházy-ménesből származó Waternymph nevű kanca volt, amelyet 1864-ben vásárolt meg Blaskovich Ernő és 1873-ban vitték fedeztetni Kisbérre. (Ezen adatok alapján persze nem zárható ki, hogy Waternymph akár egy harmadik helyen ellette Kincsemet, és csak néhány héttel később került Tápiószentmártonra, de "perdöntőbb" forrás előkerüléséig be kell érni az idézett, szakmailag megbízható korabeli tenyésztési és versenyhírlap tudósításával.)
Életrajzát egy szakférfiú tollából a következőkben közöljük: Kincsem elletett 1874-ben, apja a kisbéri magyar kir. állami ménesben lévő Cambuscan nevű csődör, anyja egy Waternymph nevű kancza, melyet Blaskovics Ernő 3 éves korában vett néhai hg. Eszterházy Pál ozorai méneséből, hol az egy eredeti angol kanczától, The Merinaidtól és az országban igen ismeretes Cotswold méntől (mely most Návay Tamás csanádi főispán tulajdona) nemzetett. — Waternymph maga is derék kancza volt, s 1863-ban Pesten a Nemzeti dijat nyerte, mint leánya 14 évvel később szintén.
Kincsem kisbéri születését erősíti a Kisbéri Kastély honlapja is, ahol "Kincsem legenda" címen közzétett cikkben leírják, hogy "A kancák nagy része, szigorú állatorvosi felügyelet mellett itt várta be az ellési időt, ugyanis a ménes a vemhességért garanciát vállalt."  Ugyanebben a cikkben idézik magát az idős Blaskovich Ernőt, aki úgy emlékszik, hogy Kincsem Kisbéren született: "Vitát eldöntendő, a Vadász és Versenylap szerkesztője 1909-ben, az akkor már öreg és beteg Blaskovich Ernőhöz fordult, a tenyésztő azonban kitért az egyenes válasz elől. Levelében többek között a következőket írta: „Waternymph Cambuscannal – bár rokon vér volt – azért lett fedeztetve, mert Buccaneer után meddő maradt. Úgy emlékszem Kisbéren ellett Kincsem."  Ebből leginkább az "ellett" szó lehet félreérthető, de a szövegkörnyezetből következtethető, hogy Kincsem születésére gondolt. Tehát Kisbér mellett szól egy Kincsem születése után 13 évvel keletkezett cikk, egy legenda, és a tenyésztő Balskovich Ernő visszaemlékezése. Tápiószentmárton mellett szól egy Kincsem születése után 2 hónappal megjelent cikk. Ezek alapján leginkább valószínű, hogy kisbéren születhetett.
Nevét, a Vasárnapi Ujság cikke szerint egyéves korában kapta a csikó Blaskovich istállójában: „szokásban levén nála, hogy midőn a telivér csikók 1 -éves korukat betöltik s kimustráltatnak — nevet kapjanak, kedvenczét Kincsemnek nevezte.”

### Versenykarrierje
Tulajdonosa Blaskovich Ernő lótenyésztő, a tápiószentmártoni ménes alapítója volt, akinek két szenvedélye volt, a lovak és a nők, s aki állítólag kis termetű ember lévén szeretett a magas lóháton mutatkozni, nőismerősei ugyanis többnyire magasabbak voltak nála. 1860-ban vette fel tagjai közé az 1842-ben létrejött „Pesti Lovar-Egylet”, amely 1842–1881 között, később pedig 1882–1896 között Magyar Lovaregylet néven működött.

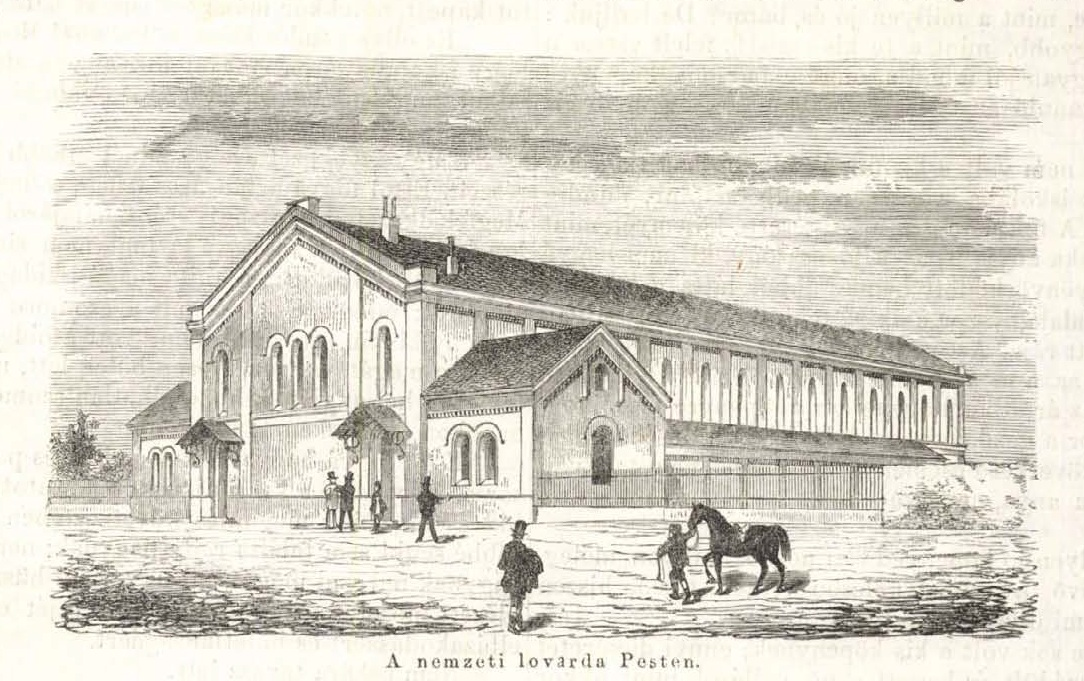
A Nemzeti lovarda épülete Pesten 1858-ban

A lótenyésztő és lóversenyző úrlovas, ménestulajdonos 1863-ban kezdte el az angol telivérek tenyésztését Tápiószentmártonban. Egy történet szerint Kincsem megszületése előtt a nemes vérvonala veszélybe került, anyját, Waternymphet ugyanis vándorló lókereskedők szerették volna megszerezni. Egy este meglesték és megvárták, hogy az istállótulajdonos, Blaskovich Ernő elmegy a birtokáról és a sötétség leple alatt elkötötték az értékes kancát, de a három keresztgerendával eltorlaszolt bejáraton keresztül nem tudták a lovat csendben kivezetni. A mélyen alvó ménesmester felébredt a zajongásra, és elriasztotta a lótolvajokat, majd az istálló embereivel egészen Pest külső kerületéig kergette a sötétben menekülőket, de nem tudta végül elfogni őket. A lovakkal kereskedő Blaskovich elhatározta, hogy az 1874-ben született csikók közül néhányat elad. 1875-ben jelentkezett két vevő is a lószaporulatra Orczy báró és Lónyay gróf, akiknek közös istállójuk volt akkoriban. Körülményes alkudozások után úgy egyeztek meg, hogy a Kincsem nevű sárga csikón kívül mindegyik tetszik a vevőknek. Kincsem így ott maradt a tápiószentmártoni ménesben. Ősszel azonban Gödre került, és kétéves korában Kincsem versenyzői életszakasza elkezdődhetett.

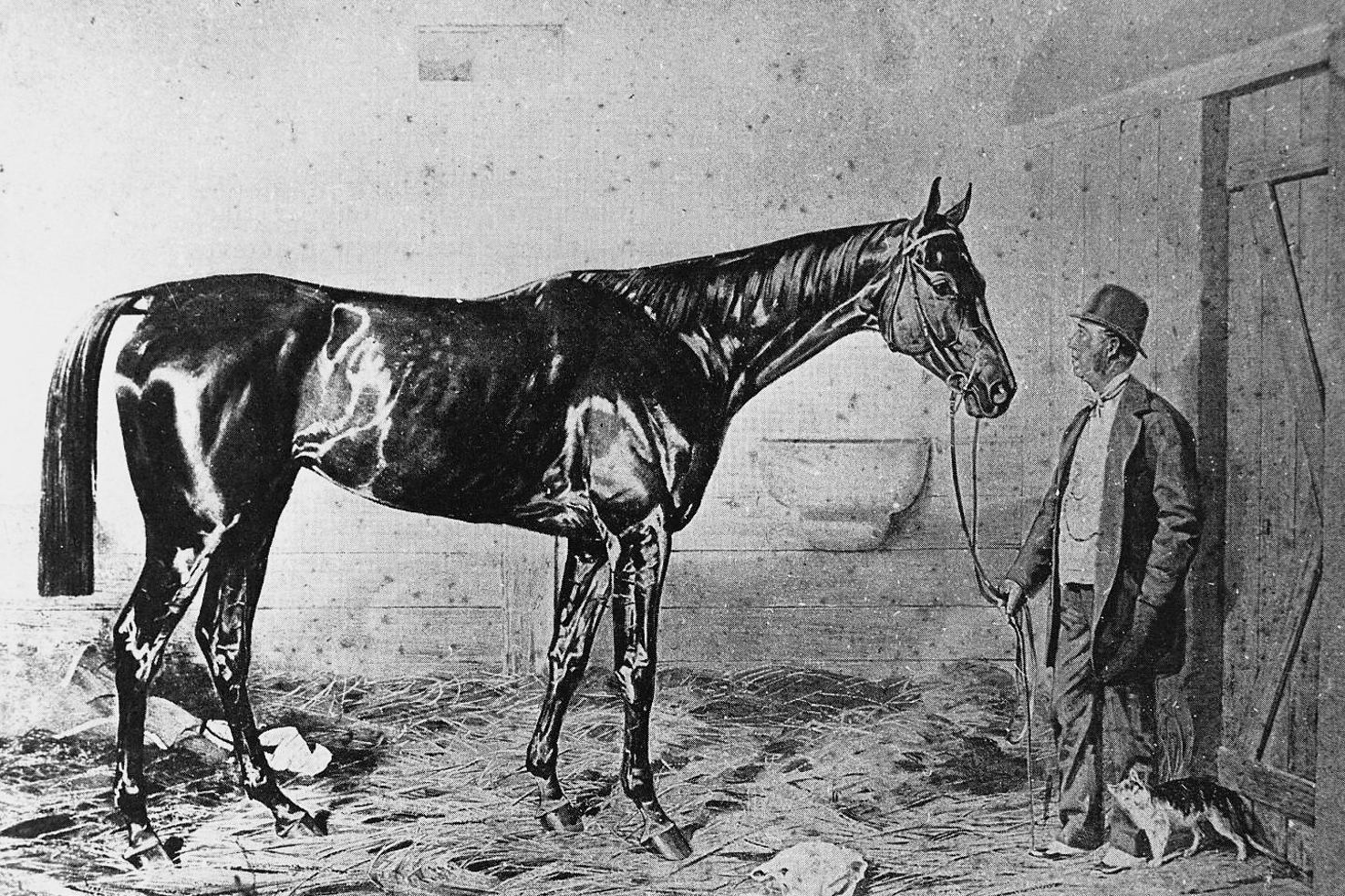
Kincsem és trénere, Hesp Róbert, mellette Kincsem barátja, a fekete-fehér színű macska

Trénere az Angliából Magyarországra, Gödre költözött, eredetileg a pesti vadásztársulat kopómestere (falkár), Hesp Róbert lett. Ekkoriban jónéhány angol telivér tenyésztéssel foglalkozó mezőgazdasági szakember, lovász, patkolókovács, állatorvos és nyeregkészítő is érkezett Magyarországra és a Monarchia országaiba. Francis Cavaliero, Thomas Benson és Robert Hesp volt a három legjelentősebb tréner közülük. Blaskovichék még nem sejtették, hogy a sárga csikó neve már önmagában is telitalálat, hiszen a későbbiek során valóban kincset ért a tulajdonosának, sőt az egész magyar nemzet és a magyar lótenyésztésnek a büszkesége lett.

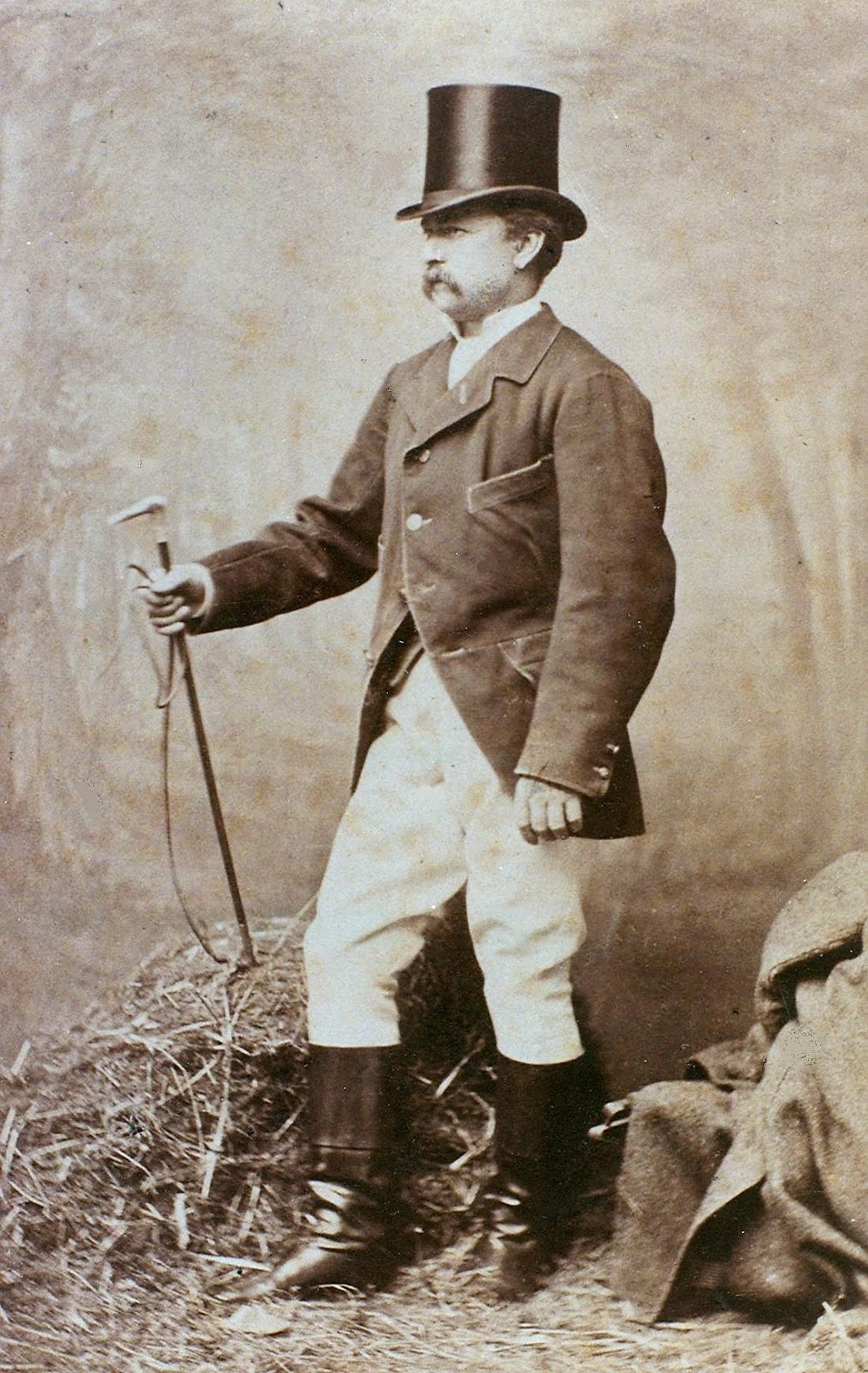
Blaskovich Ernő, Kincsem tulajdonosa, lótenyésztő, a tápiószentmártoni ménes alapítója 1880 körül

Volt a ménesbirtokon egy fekete-fehér nőstény macska, aki Kincsem legkedvesebb cimborája volt, és sok időt töltöttek együtt a ló istállójában, naponta elkísérte a tréningjeire is. Egy elterjedt anekdota szerint Kincsem a macska nélkül nem volt hajlandó elindulni a versenyein. Több legendás történet keringett arról, hogy egyszer a franciaországi Boulogne-sur-Mer-i kikötőben az egész istállószemélyzet kétségbeesetten kereste a macskát, amikor az történetesen elkóborolt a ló mellől. A „hölgy” kissé „bogaras” és érzékeny ló volt, még Angliába is utána vitték a tápiószentmártoni Selyemréten kaszált szénát. Különösen az ivóvízre volt kényes. Van néhány történet arról is, hogy miként sikerült a baden-badeni futam pályájának a közelében Kincsemnek megfelelő vizet találni, mert az akkor már egy napja víz nélkül szomjazó kanca nem fanyalodott rá a személyzet által kínált és választott kristálytiszta ivóvízre. Sikerült a pálya közelében olyan minőségű vizet találni egy öreg kútban, aminek a vizét Kincsem megfelelőnek találta, és amelynek íze hasonlított az otthon megszokott gödi ivóvizéhez.
1876 februárjában a gödi istállókban Blaskovich Ernő tulajdonában lévő és Hesp Róbert idomítása alatti lovak Hírnök, Miczi és Kincsem voltak. Ezen kívül még Blaskovich Miklós, Gyürky Béla, Kégl György, Pöschl Ferenc és Zichy Livia grófné lovait is Hesp idomította. Ennek az évnek a márciusában Hesp Róberthez szegődött Michael Madden angol versenylovas, aki Gödön a tréningtelepen kezdett el dolgozni. Az így összeállt kiváló szakember gárda készítette fel a lovakat a versenyeken történő részvételre.
A versenylovakat akkoriban a futamok helyszínei között vonaton szállították, Kincsem így körbeutazta fél Európát. Sikereit Angliában, Ausztriában, Németországban, Franciaországban és természetesen a magyarországi lóversenyfutamokon érte el. Amikor Kincsem Berlinben futott, Heinrich Schnaebeli fényképész lefotografálta a csodakancát, ezt a képet tartják Kincsem leghűbb ábrázolásának.

#### Első futama
1876. július 21-én a Berlinben rendezett első megmérettetésétől kezdve futotta a lóversenypályákon a köröket, egészen 1879. október 21-ig az utolsó győztes budapesti futamáig és nyerte a különböző európai városok Prága, Hamburg, Hannover, Frankfurt, Baden-Baden, Bécs, Sopron ismert versenyeit. Az 1873-ban Pest, Buda és Óbuda egyesítésével létrejött magyar főváros, Budapest pénzdíjas versenyein az előkelő és gazdag közönség előtt is sikerrel szerepelt.
Blaskovich Ernő 1876-ban még nem volt tagja külföldi lovasegyletnek, ezért az akkori időkben alakilag nem felelt meg a szokásos versenyszabályoknak és követelményeknek. Azonban szerencsére segítsége akadt, mert gróf Sztáray Jánosnak volt nemzetközi egyesületi tagsága és Blaskovich és Sztáray korábban gyepszövetségben voltak egymással, ezért a gróf sportszerűen benevezte Kincsemet a külföldi futamokra és így eleinte Sztáray gróf sárga-kék versenyszíneit viselte a csodakanca. Ezt követően azonban Kincsem már külföldön is a Blaskovich-istálló kék-fehér színeiben jelent meg a rangos versenyeken.
Első hat győztes futamát Németország különböző versenypályáin teljesítette. Háromévesként megnyerte az osztrák Derbyt, de nyert Baden-Badenben, Pozsonyban, és a „Magyar St. Leger díj” pesti futamán is (az St. Leger a 3 éves évjárat utolsó nagy csatáját jelenti világszerte, extra hosszú távon, 2800 méteren). Négyévesen Bécsben kezdte a versenyszezont, 1878. április 22-én. Addig 27 versenyen indult vereség nélkül. Egyedül a francia tenyésztésű, akkor négyéves Verneuil nevű mént tartották hasonló képességűnek.

#### Goodwood
„Kincsem”, e hires versenyló, ez évben kilenczszer indult jun. 2-ig, s mindig első volt; ez évi nyereményei a „Vadász és Versenylap" szerint, 25,597 frtotˇ tesznek, mely összeg valószínűleg még az ősz végéig növekszik. összes nyereményeit, mint 2é., 3é. és 4évesét összeszámítva — a tiszteletdijak és magánfogadásokon kivül — ez ideig 127,881 frtot nyert, 36-szor indulva, s mindig mint első érve a czélponthoz. A kitűnő kancza jelenleg a „Csalogány"-nyal együtt Newmarketen van, hol mindkettőt az aug. l-jén tartandó nagy versenyekre készítik elő.
1878. augusztus 1-jén Angliában a híres Goodwood Cup elnevezésű futamon Kincsemnek a Verneuil nevű ló ellen kellett volna kiállnia, aki a futamot megelőzően az Ascot Gold Cup angliai futamot nyerte. Verneuil az augusztusi verseny előtti napokban azonban megsérült.
A Vadász és Versenylap később 1887. március 24-én, így emlékezett vissza a futamra: Kincsem már két hónappal a futam előtt Hesp Róbert idomár kíséretében Angliába utazott. A tréningeken vezető lóul Csalogány lett mellé kijelölve. A versenynapot megelőzően feszült érdeklődés nyilvánult meg az akkor már híressé vált magyarországi kanca iránt. Rajta kívül a hosszú távú futamok akkori angliai favoritjai és specialistái Hampton, Petrarch, Yemen, Pageant, Chainant, Lady Golightly, Thtirio, Lord Clive voltak nevezve a futamra, azonban a verseny napján már csak hét ló maradt állva és mire az indító-oszlophoz kellett állni, a versenyző lovak száma háromra apadt. Pageant és Lady Golightly maradtak a futamban Waternymph leánya ellen. Kincsem a futamon könnyen győzött és általános csodálat tárgya lett, még 10000 fontot is ajánlottak megvételére. Blaskovich azonban nem adta el.
A győztesnek járó aranykupa (Goodwood Gold Cup), amelyet Blaskovich Ernő Goodwoodból hazavitt, egy igen értékes és művészi alkotás volt. A kupa domborművén egy lovas ütközet részletét ábrázolta III. Vilmos angol király életéből.

#### 1878. augusztus 18. Deauville
Az angliai vendégszereplést nemsokára követte a franciaországi Grand Prix de Deauville elnevezésű futam. A Vasárnapi Ujság aznapi számában részletes és színes beszámolójában bemutatta Kincsem alakját is az olvasóknak.
Kincsem ezen a futamon ismét győzött és a deauvillei gyepen másfél lóhosszúsággal nyert a legjobb háromévesnek tartott francia favorit, Fontainebleau ellen.
…legújabb győzelme Angliában eléggé ismeretesek. Mire soraink napvilágot látnak — ép akkor talán egy ujabb győzelmét vivja ki — a franczia tengerparton, a deauviliéi gyepen, hol a Grand prix de Deauville 15,000 frankjáért 30 vetélytársa akadt. Kincsem egy nagyratermett és hosszura nyúlt 16 marok 1 hüvelyk magas sötétsárga kancza; erős marjjal, jól feltett nyakkal, tágas mellkassal és jól előre nyúló vállapokkal; bordázata kissé vékonyan néz ki, ellenben hátsó része, csípejétől le egész csánkjáig roppant mérettel bir; ugy van alkotva, mint az agár, s bár látszólag gyenge hátúnak és vékonyban gyengén kötöttnek látszik, mégis a legnagyobb teher alatt is játszi könnyűséggel vágtat; annál csodálatosb ez, mert csontozata igen finom. Általában az egész ló csak csont és izomból áll; kevés rajt a hus, és igy könnyű; semmi holtsúly nem terheli; azonkívül mellső felkarjai és hátsó czombjaival csodálatosan ki tud nyúlni; szökelése mint az agáré, s oly roppant, hogy egyre-másra 20—24 láb közt váltakozik, a szerint a mint lassabban vagy sebesebben vágtat... . Czingár termetét látva, senki sem nézné ki belőle, más teltebb lovak mellett, azt az erőt; de ugy kell lenni, hogy aczél csontokkal, drót izmokkal és kaucsuk tüdővel bir. Nagy előnyére van phlegmatikus természete, s jó étvágya

#### Baden-Baden
1878. szeptember 9-én emlékezetes futása volt Baden-Badenben. Hugo Henckel osztrák gróf Prince Giles The First nevű angol telivérjével fej-fej mellett csatázott, a döntőbírók megállapították a holtversenyt. Kincsem tulajdonosa Blaskovich Ernő azonban nem fogadta el a döntetlent. Az akkori szabályok szerint, ha az azonos helyezést elérő ló tulajdonosai közül valamelyik nem fogadta el egy eldöntetlen futam eredményét és az érte járó pénzdíjat sem akarta megosztani, kérhette a "kifutást", azaz a táv újrafutását. A korabeli híradások némelyike szerint a két ló még ugyanazon a napon, még egyszer lefutotta a versenytávot, és ekkor már – a Vadász és Versenylap tudósítása szerint – a kitűnő formában lévő Kincsem öt hosszal fölényesen megnyerte a 3200 méteres távot. Kincsem e tekintetben nem tartozott a gyengébbik nemhez, hiszen a pályákon az összes vele versenyző mént is legyőzte és magabiztosan vágtázva (galoppozva) maga mögé utasította vetélytársait a cél előtt, akár egy kilométernél rövidebb, akár hosszabb volt a verseny távja. Érdekes adalék, hogy egy közjáték megzavarta a futamot, amit a korabeli híradás így említ: „előtör a külső oldalon egy kutya, háborgatja a lovakat és Kincsemnek győzelmét majdnem kétségessé teszi.”

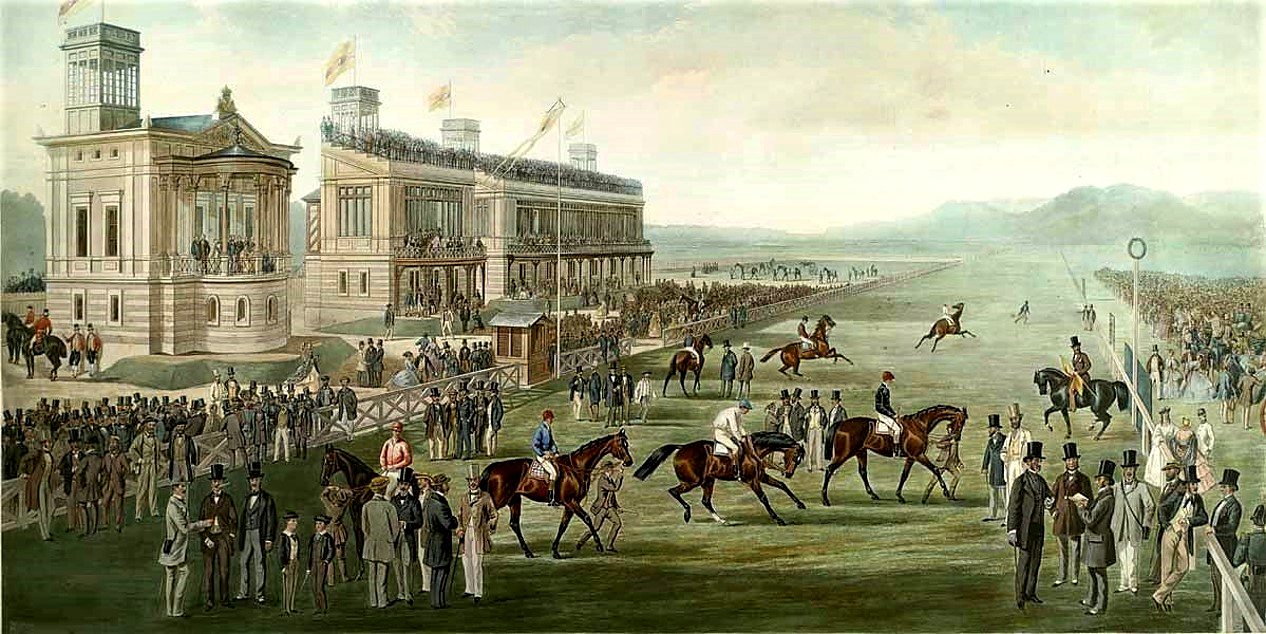
Korabeli lóverseny jelenet Iffezheimben, a Baden-Baden szomszédságában létesített Iffezheim gyepén mai is hires nemzetközi versenyeket tartanak

Az 1878. szeptember 9-én megrendezett Grosser Preis von Baden futamának nem mindennapi izgalmas történetét így írja le a korabeli források alapján Fehér Dezső és Török Imre A verhetetlen Kincsem című művükben: „Kizárólag Kincsem miatt érkeznek olyan nagyságok, mint az orosz nagyhercegnő, a cár leánya, Maria Pawlovna. A futás minden képzeletet felülmúl. A befutóban „Prince Giles the First” az élre áll, Kincsem kívül megy mellé. Már fej-fej mellett haladnak, amikor az ellenfél másfél testhosszal előreszökik. Kincsem nyakát kinyújtva tör a cél felé, feje a ménnel egyszerre éri el a célkarikát. Hosszas latolgatás kezdődik, melyik ló a nyertes. Henckel Hugó, Prince tulajdonosa érthető módon boldogan beleegyezne a döntetlenbe. A kor szokása szerint azonban vagy döntetlent vagy új küzdelmet hirdetnek a holtversenyben. Blaskovich Ernő hallani sem akar a döntetlenről. Henckel pihenőidőt kér. Blaskovich azonban, ismerve lovát, tudja, ha most leállítják Kincsemet, a több napja futó ló fáradtsága később képtelenné teszi a győzelemre. Újranyergelés, és a két ló ismét a pályán áll. A kapitális mén és a könnyű kanca közül az egyikre végzetes vereség várt. A vak véletlen is Kincsem ellen esküdik: a futamban a fordulónál, amikor épp otthagyná ellenfelét, egy kutya a ló mellé szegődik. A lovas visszatartja a kancát, hogy az ne boruljon fel a váratlan akadályban. Közben a Henckel-ló jelentős előnyt szerez. A távnál mégis hat hosszal veri Kincsem az ellenfelet. Az orosz nagyhercegnő és férje elszántan rohannak a győztes telivér gondozójához, hogy néhány szál sörényszőrt hazavihessenek emlékbe.”
Később ugyanitt Baden-Badenben, 1879. szeptember 2-án a Grosser Preis von Baden futamán, Künstlerinnel, a legjobb német háromévessel kellett találkoznia, aki kevéssel azelőtt megnyerte az Észak-Német Derbyt. Ezen a futamon Künstlerin lovasa az a Madden volt, aki akkorra már 42-szer lovagolta győzelemre. A Vadász és Versenylap szerint Madden megesküdött arra, hogy német kancája meg fogja verni a legyőzhetetlen Kincsemet. Amikor Kincsem futamra készülő lovasát Wainwrightot már lemázsálták, egy istállófiú Hespet arról értesitette, hogy Harry Wainwrightot megvesztegették. Így aztán Hesp az utolsó pillanatban keresett egy másik zsokét és Busbyt ültette a nyeregbe. Busby azonban soha sem lovagolta Kincsemet és igy kizárólag csak a kapott utasítás szerint irányíthatta Kincsemet. Ennek ellenére háromnegyed hoszszal Kincsem nyerte a badeni futamot. Később aztán kiderült Wainwright ártatlansága, mert az egész gyanúra az szolgáltatott okot, hogy néhány szót váltott egy idegen istállófiúval.
Ekkoriban épült Blaskovich Ernő palotája Pesten a Reáltanoda utcában, benne Kincsem belvárosi istállójával.
Ötévesen tizenkétszer állt starthoz Európa nagyvárosaiban és lóversenyközpontjaiban Bécsben, Berlinben, Frankfurtban és újra Baden-Badenben is.

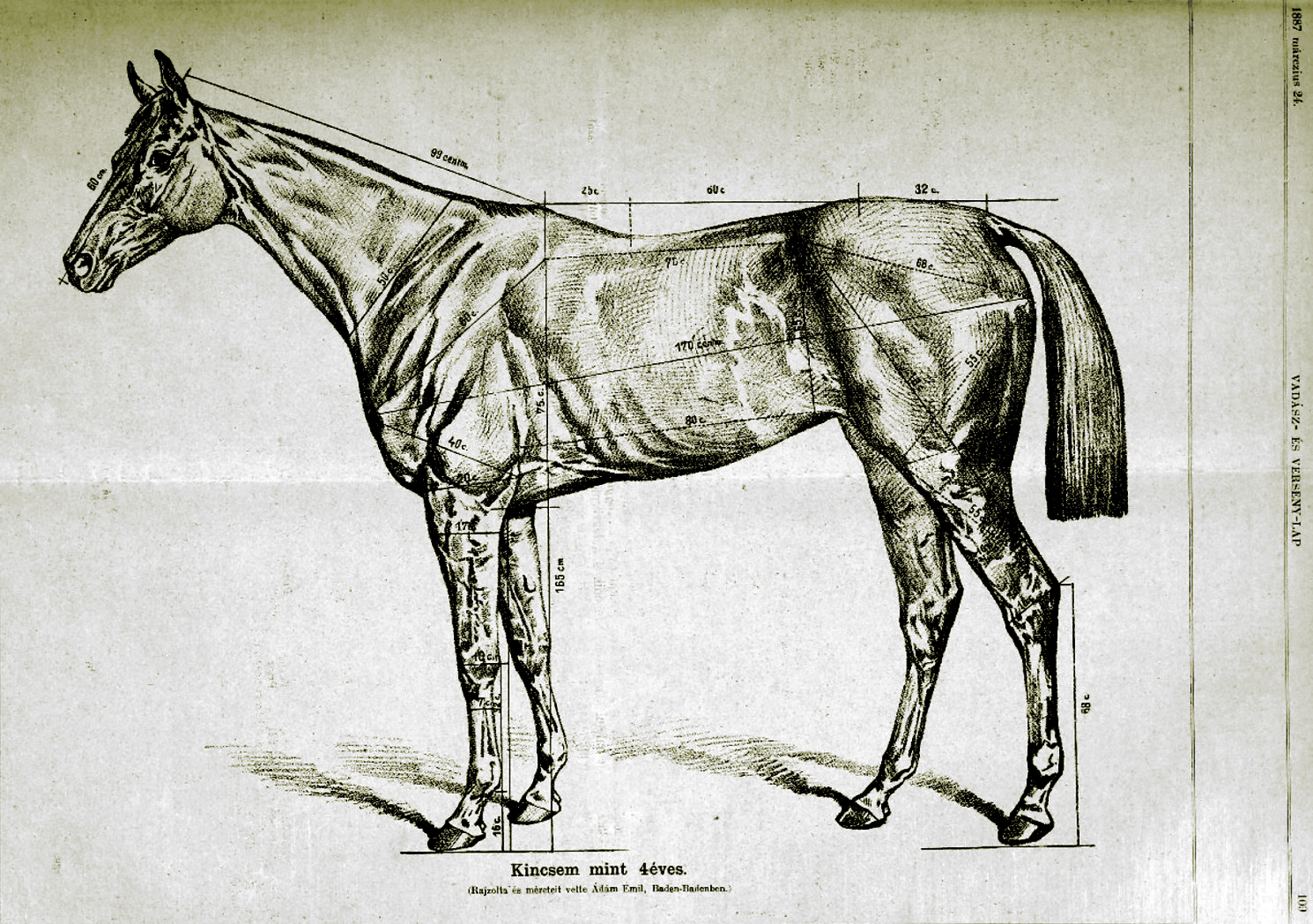
„Kincsem, mint 4 éves (Rajzolta és méreteit vette Ádám Emil Baden-Badenben)”, illusztráció a Vadász és Versenylapban 1887. március 24-én

Ott volt a „Kincsem" is, uj babérokkal gazdagon, mióta utoljára láttuk. Az mondták felöle, hogy utánozni fogja a nagy művészeket, kik dicsőségük tetőpontján lépnek vissza a nyilvánosság teréről. Visszavonul s családi életet kezd, mint hihetőleg híres ivadéknak anyja. Azonban ugy látszik, a dicsőségből lehet sok, de elég soha. A „Kincsem" se érte be vele, hogy leverte Bismarck világverő nemzetét, majd, mint egy női kiadású hódító, átcsapott a csatorna-tengeren s a földkerekség leghíresebb gyepén versenyre szállt a gyep leghíresebb hőseivel s játszva vitte el előlük a babért, és hogy Albion kétségbe ne essék szégyenletében a vereség miatt, — benézett a longchampra s megalázva a „gloire" nemzetét, oda adta társul a németnek és angolnak, hadd vigasztalódjanak közös balsorsukon. Nem, „Kincsem" hazája lehetne ugyan széles e világ, de ő haza jön, édesebb dicsőség az itthoni. Emlékoszlopa, az ő aranykoszoruiból épült reáliskola-utczai palota, csak közbenső stádiumot jelez pályáján, nem annak befejező sarkkövét. És azt helyesen cselekszi a „Kincsem", hogy még nem tekinti magát „eladó leány"-nak, ö még ráér. Azt bebizonyította ez idén megint, mikor félmázsa tulterhet a hátán semmibe sem véve, oly könnyűséggel repült be újra három társa előtt a czélpóznához elsőnek, mint a fecske.

#### Utolsó futama és a Kancza-dij
Utolsó futása 1879. október 21-én a pesti Kancza-díj volt, amelyet "canterben nyerve" tíz hosszal nyert meg Ilona és Dagmar ellen. A gödi méntelep ekkoriban központi hellyé vált mindazok számára, akiknek Magyarországon fontos volt a lósport. Kincsem győzelmei idején a lapok saját tudósítókat utaztattak Angliából Gödre, hogy beszámoljanak az értékes és népszerű „wonder mare of Hungary” állapotáról. 1874-1887 körül Gödön volt a magyar lóversenyzés egyik legfontosabb centruma.

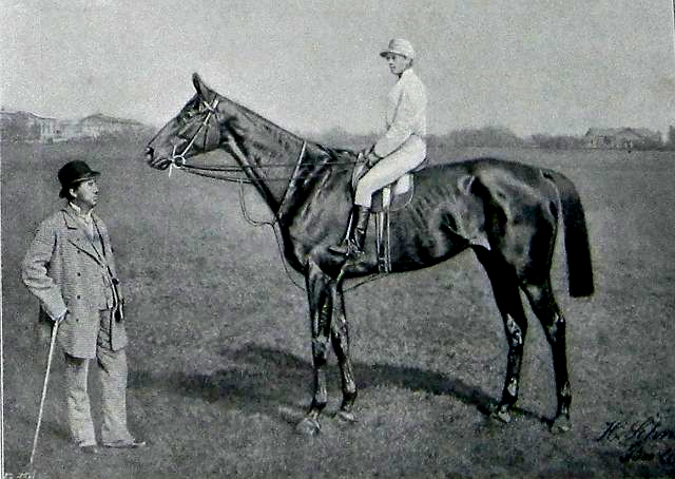
Hesp Róbert tréner Kincsemmel és annak zsokéjával Harry Wainwrightel Hoppegartenben, 1879. július 18-án. Heinrich Schnaebeli fotográfiája

A néha Angliába utazó Hesp idomárt az angol lapok újságírói meginterjúvolták, aki azt nyilatkozta nekik, hogy évek óta csupán Blaskovich-féle zabot etet a tréningben tartott lovaival, Blaskovich tápiói méneséről azt mondta, hogy a telivérjeit félig magukra hagyatva, egy homokos és csak kevés füvet termő pusztán neveli föl, de a fiatal állatoknak annál több zabot ad. 1867 óta ezért tudott olyan lovakat a méneséből kinevelni, amelyek a versenypályán az átlagot fölülmúló kvalitásokat mutattak. Ezt a fölényt egyenesen a „Kincsem" tenyésztője által termesztett zabnak tulajdonította, olyan tápszernek, ami különösen a gyöngébb étvágyú és ideges kancáknál is bevált. A versenyekre történő utazás közben külföldön is a Blaskovics-féle zabbal etette az idomítása alatt lévő lovakat. Hesp büszkén nyilatkozta azt Angliában, hogy „Kincsem" soha sem evett másféle zabot”.
1880 tavaszán még reménykedtek a lapok cikkei, hogy a következő szezon versenyein még láthatják Kincsemet a versenypályákon: „elmondhatjuk, hogy Kincsem, ép oly jó karban van, mint bármikor ezelőtt, s szélesebb lett; láttuk vágtatni ép oly könnyűséggel mint azelőtt; lábai ép oly tiszták mint valaha. Májusban majd meglátjuk őt ismét.”
Azonban egy április 29-én megjelent lapszám már így tudósított: „Kincsemről pár nap óta rosz hírek szárnyaltak, s egy napilap meg is emlité, hogy egy csikótól rúgást kapott. A dolog csakugyan igy van.. Már hetekkel ezelőtt történt a baj, de trainerje és tulajdonosa nem hitték, hogy az komolylyá váljék. Azonban a kancza jobb far-csontján történt zúzás — ugy látszik erős, s alkalmasint csonthártya-lob, mi miatt hosszabb ideig nem fog futhatni. — A dolog sportkörökben — természetesen — nagy sensatiót okoz”

### Anyakancaként
Kincsem lábai hatévesen már nem voltak egészségesek, futtatni szerették volna, azonban a tréningek során kiderült, hogy ízületei már elkoptak és közben még egy csikótól rúgást is kapott, amitől le is sántult. Ettől kezdve új terepen, sokat ígérő tenyészkancaként számított rá a tulajdonosa.
A kiszolgált versenylovat Kisbérre küldte tenyésztésbe, ahol később öt kiscsikót ellett, két mént és három kancát. A kisbéri ménest 1853-ban alapították. Alapja a gróf Batthyány Kázmér tulajdonában lévő birtok volt, amelyet az 1848-49-ben vívott szabadságharc elvesztése után a Habsburgok elkoboztak, majd feldúltak. A magyar arisztokráciának, a szabadságharcban részt vett családok tagjainak, mint a Batthyányiaknak is, az életükkel kellett fizetniük, köztük Batthyány Lajosnak az első magyar miniszterelnöknek is, a megtorláskor a családoktól pedig a vagyonukat vették el.

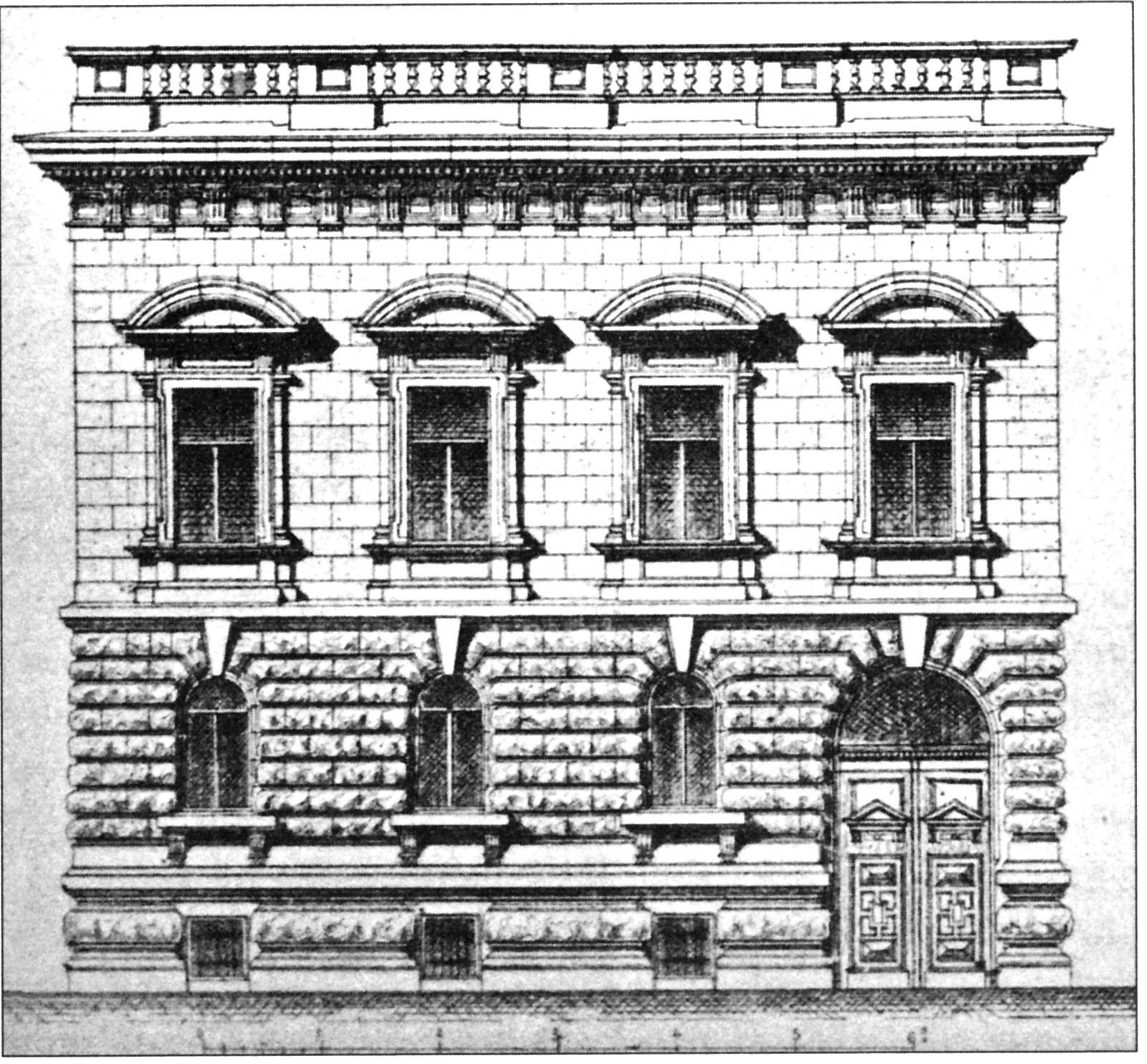
Bukovics Gyula tervezte „Kincsem palotáját” a pesti belvárosban a Reáltanoda utca 12. szám alatt, az 1878-ban épült neoreneszánsz palota udvari szárnyában kocsiszín és Kincsem istállója volt (a versenyekre a gödi tréningtelepen készítették fel Kincsemet)

A kancát Kisbéren az első évben Verneuil fedezte, aki a kisbéri állami ménes egyik legkeresettebb apaménje volt. Mortemer és Regalia ivadékát, a hatalmas Verneuilt Franciaországban nevelték és egykorú volt Kincsemmel, de a csodakanca meddő maradt tőle. Később azonban Buccaneertől megfogant. Sokat utazó lóként, egy Kisbérre történő szállítása közben, stílusosan egy vagonban ellette meg elsőként Budagyöngyét, aki 1882-ben jött világra. A csikók közül három a híres mén, Buccaneer utóda volt, kettő pedig egy Doncaster nevű fedezőméntől származott.
Kincsem utódai és az apamének:
- a »Buccaneer«[p 12] nevű apaméntől, aki 1865-ben született és matuzsálemi kort élt meg és 30 éves korában múlt ki[p 13]
  - Budagyöngye,[p 14] 1882-ben született kancacsikó
  - Ollyan Nincs,[p 15] 1883-ban született kancacsikó
  - Talpra Magyar,[p 16] 1885-ben született méncsikó
- a »Doncaster«[88][p 17] nevű apaméntől
  - Kincsőr, 1886-ban született méncsikó
  - Kincs,[p 18] 1887-ben született kancacsikó

Budagyöngye később szintén sok győzelmet szerzett a tulajdonosának. Ollyan Nincs (szintén kanca) volt a következő utóda a Buccaneer nevű méntől. Ollyan Nincs anyjához hasonlóan szintén sikereket ért el a futamain.
Buccaneer, 21 szezonban 721 kancát fedezett a magyar ménesekben. Utódai összesen 14 nagy rangos futamot nyertek. Ő volt az apja egyébként a Kincsemmel egyidőben élt másik híres magyar versenylónak, az Alexander Baltazzi tulajdonában lévő Kisbér nevű lónak is, aki 1876-ban három hosszal megnyerte a legrangosabb angol versenyt, az Epsom Derbyt, majd a párizsi Grand Prix de Paris futamon is első lett. Mint a győzelemről tudósító Vadász és Versenylap 1876. június 6-i száma írta a sportsikerről: "E verseny megnyerése egy magyar ló által nagyszerű elégtétel sportmaneink és tenyésztőinknek, ugy mint mindazon jeleseinknek, kik valaha telivér annyagunk szaporítása és czélszerü felnevelésében tevékeny részt vettek.". Fedezőménként később Kisbér Angliában és Németországban teljesített és örökítette tovább a vérvonalát.

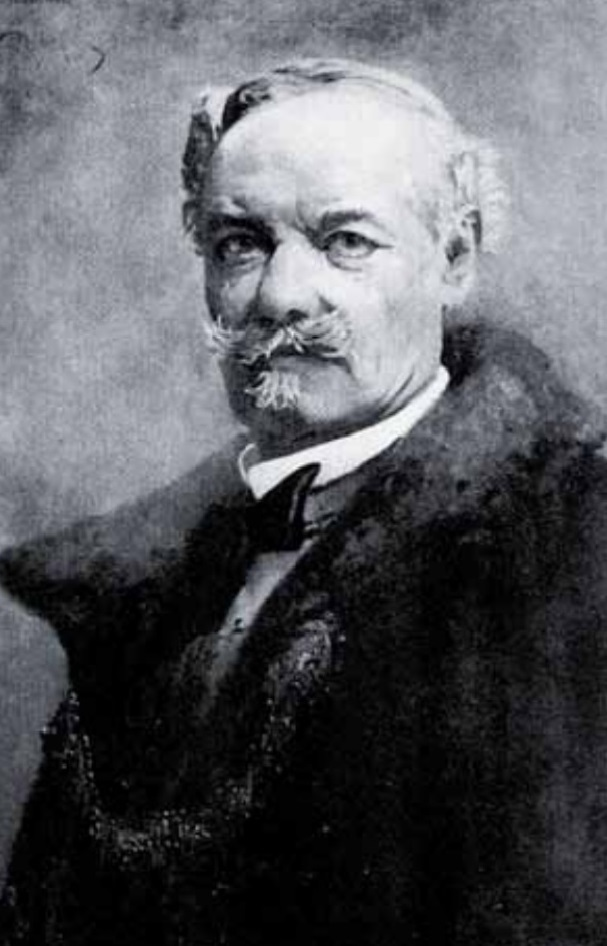
Kozma Ferenc mezőgazdász, aki értékelte és pártolta a telivértenyésztést, de sohasem a többi fajta rovására

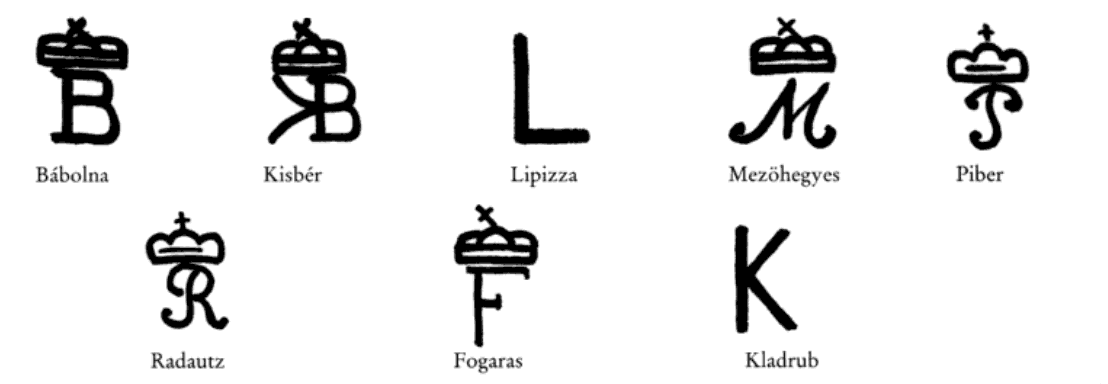
Az Osztrák–Magyar Monarchia területén létezett lótenyésztő ménesbirtokok billogjai (lóbélyegei)

1883-ban Kincsemnek orr-sipoly betegsége lett, ezért 1884-ben Kincsem rövid szülési „szünetet tartott” és emiatt nem is fedeztették, abban az évben egész nyáron a fogarasi havasi legelőn pihent és teljesen egészséges lett. 1884-ben újra Buccaneerhez vezették fedeztetni, akitől 1885. március 14-én megellett első méncsikója Talpra Magyar. Ezt követően az 1886-ban Kincsőr szintén ménnek született, akinek az apaménje Doncaster volt. Kincsőrt be akarták nevezni a hamburgi német Derby-re, de hirtelen elpusztult (halva találták az istállója boxában, a híradások szerint valószínűleg megmérgezték) és így nem érhetett el komolyabb eredményeket. A csodakanca utolsó csikója Kincs volt, a kiscsikó 1887-ben született. Később Kincs kancacsikója Napfény is nagyanyja nyomába lépett és eredményes versenylóvá vált.

### „Ragyog „Kincsem" csillaga”
A tenyésztők szerint minden ménes szíve a kancaállomány, ezt tudta Kozma Ferenc mezőgazdász is, aki a ˇkiegyezést követően, 1867-ben Deák Ferenc személyes kérésére lépett állami szolgálatba a lótenyésztés területén. A kisbéri ménes 1869. január 1-én került Magyarország tulajdonába „Magyar Királyi Állami Ménes Kisbér” néven, ekkor 58 angol telivér kanca volt a ménesben. A Földművelési Minisztérium lótenyésztéssel foglalkozó, a lótenyésztési alapot felügyelő bizottság tagjai, báró Wenckheim Béla, gróf Szapáry Iván, Jankovics József, gróf Festetich Géza és Kozma Ferenc voltak. Kozmának a különös érdeme volt, hogy rendkívül szerencsés kézzel tudta kiválasztani és külföldről beszerezni azokat az elsőrendű vérvonalú apalovakat is, amelyektől a külföldi és a hazai lóversenyeken kitűnt és híressé vált versenylovaink születtek. Elárasztotta az országot a nemes fajokból elsőrendű ménlovakkal. Angliából beszerezte Buccaneert, akiben egyesülve volt a legjobb „tellyesvérü” telivér keresztezés: a Stockwell- és a Newminster-vér. A Doncaster, Verneuil, Ruperrot és Gunnersbury fedező méneket is ő szerezte be amelyek híressé váltak azáltal, hogy a tőlük származó csikók a lóversenyek és lótenyésztők mekkájában, Angliában is nagy hírt szereztek a Kozma által kifejlesztett magyar keresztezési rendszernek. Sajnos már 1880-ban arról írt a Vadász és Versenylap január 29-én megjelent cikkében, hogy a telivér tenyésztés ügyében a lappangó sorvadás csalhatatlan tünetei észlelhetőek, és ugyan látszólag még nincs komolyabb baj, „mert még mindig magasan ragyog „Kincsem" csillaga és „Kisbér" dicsőségének sugarai is éltetnek még némileg bennünket; de mind ez mulandó, és jelen szép napjaink ismételt élvezhetésére csupán akkor számithatunk, ha a telivér-tenyésztés szélesebb mérvű és maradandóbb gyökeret verhet hazánkban mint a minővel bírt ez ideig.
Magyarország és Erdély területén 1903-ban több mint 423 magánménes volt. Kincsem szerteágazó családfája alapján sok utód örökölte génjeit, akik között mind a magyar, mind pedig a külföldi nagydíjak és versenyek nyertesei is megtalálhatóak. Főleg Németország lótenyésztő méneseiben él tovább a mai napig a vérvonala, bár Kincsem egyik leszármazottjának sem sikerült eddig az ősanyja kivételes eredményeit túlszárnyalni. 1974-ben az Epsom Oaks elnevezésű, kimondottan a kancák részére kiírt legnagyobb angol tényészversenyen – Kincsem születésének centenáriumán – az elsőséget a Polygamy nevű telivér, anyai ágon a tizenharmadik Kincsem leszármazott szerezte meg.

### Betegsége és kimúlása
Jellemzi a kort, hogy milyen nagy létszámban voltak tréningben ekkoriban az angol telivérek, a Vadász és Versenylap szerint az 1877. évi kampányokra Beesőn idomárnak 28 ló volt a keze alatt, Osborne idomár 27, Hesp Róbert 25, Metcalf idomárnak 20, Harraway és Planner idomár 18 versenylovat idomított egyidőben.
Utolsó csikójának ellése után 1887-ben Kincsem megbetegedett, gyomor és bélgörcsök jelentkeztek nála. Tizenhárom éves korában, amikor éppen a születésnapja volt, kimúlt a legendás telivér és anyakanca.
Kincsem halálának híre a Vadász és Verseny című lap vegyes rovatában 1887. március 17-én: Kincsem kimúlt ! — Éppen lapunk sajtó alá menetelekor kapjuk a sajnos hírt, hogy Blaskovics Ernő ur e páratlan kincse, a soha le nem győzött versenyló, telivértenyésztésünk e gyöngye, tegnap (márczius 16-án) Kisbéren kimúlt. Kincsem utolsó csikózása óta megbetegedett, 3-4 napig tüdőlobban szenvedett, ehhez bélgörcsök járultak, melyek utoljára is legyőzték a legyőzhetetlent. Blaskovics Ernő úr — ki értesülve volt, hogy beteg, — tegnap óta Szentmártonban időz, hová elég korán követi őt e gyászhír és a mély részvét minden oldalról. — Kincsem hullája ma felbontatlanul a budapesti állatorvosi tanintézetnek küldetett el. A csikó egészen jól érzi magát a dajkánál.
Az Állatorvosi Tanintézetben Kincsem boncolása után az anatómiai készítményt és csontvázának összeállítását Nádaskay Béla professzor készítette. A különleges preparátumot a bonctani gyűjteménytárban tárolták, 1954-ben azonban a Magyar Mezőgazdasági Múzeumba került, ahol ma is megtekinthetik az óriási vitrinjében a múzeum látogatói.
Hesp Róbert az idomár csak 39 nappal élte túl az általa nevelt kancát és 1887. április 25-én ő is elhunyt. A lótenyésztés és lóversenyzés az első világháborút megelőzően, az 1910-es évek első felében már az angol szinttel vetekedő színvonalon állt Magyarországon, azonban a háborút és a trianoni békeszerződést követően hanyatlásnak indult. Majd a második világháborúban a Blaskovich-birtok ménese is megsemmisült.
… 1944-ben jött a nagy vihar, s az ország legrégibb, legértékesebb és legeredményesebb, világviszonylatban is megbecsült magánménese 80-ik évjáratában, pár hónap alatt 100%-ban elpusztult …

## Származása

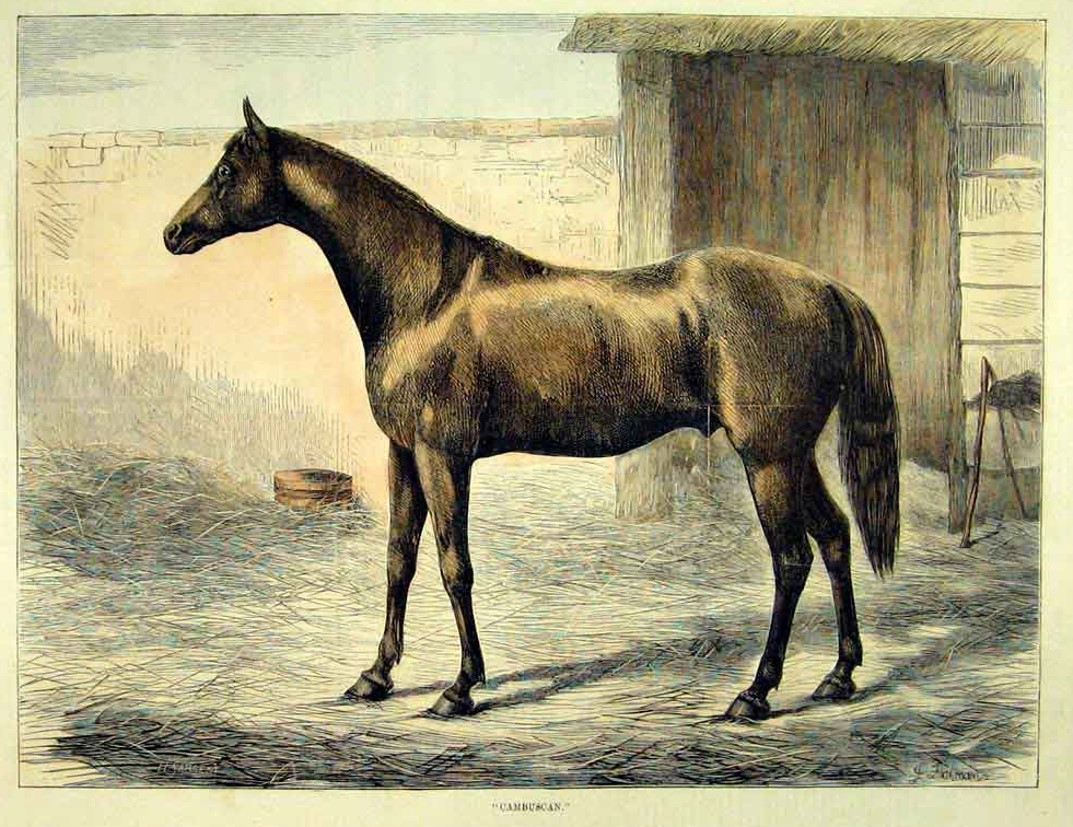
Cambuscan (1874), Kincsem apja Viktória brit királynő tulajdona volt, de 1873-ban eladták a kisbéri Magyar Nemzeti Ménesbirtoknak

Az első törzskönyvet (General Stud Book) 1793-ban adta ki James Weatherby, a Jockey Club titkára az angol telivér (angolul english thoroughbred horse) fajtáról. A méneskönyv kiadásával a fajtát lezárták, azóta a telivér fajtát zárt populációban tenyésztik a lótenyésztő szakemberek az egész világon. Ettől kezdve csak az a ló minősülhetett és minősül ma is az angol telivér vérvonalhoz tartozónak, amelyik ebben a könyvben szereplő 237 kanca vagy az abban szereplő 169 mén valamelyik közvetlen leszármazottja. A ló mint faj nem érzékeny a beltenyésztésre.
| Apamén Cambuscan (GB) 1861      | Newminster (GB) 1848  | Touchstone (GB) | Camel (GB)                 |
| Apamén Cambuscan (GB) 1861      | Newminster (GB) 1848  | Touchstone (GB) | Banter (GB)                |
| Apamén Cambuscan (GB) 1861      | Newminster (GB) 1848  | Beeswing (GB)   | Doctor Syntax (GB)         |
| Apamén Cambuscan (GB) 1861      | Newminster (GB) 1848  | Beeswing (GB)   | Ardrossan mare (GB)(1817)  |
| Apamén Cambuscan (GB) 1861      | The Arrow (GB) 1850   | Slane (GB)      | Royal Oak (GB)             |
| Apamén Cambuscan (GB) 1861      | The Arrow (GB) 1850   | Slane (GB)      | Orville mare (GB) (1819)   |
| Apamén Cambuscan (GB) 1861      | The Arrow (GB) 1850   | Southdown (GB)  | Defence (GB)               |
| Apamén Cambuscan (GB) 1861      | The Arrow (GB) 1850   | Southdown (GB)  | Feltona (GB)               |
| Anyakanca Waternymph (HUN) 1860 | Cotswold (GB) 1853    | Newcourt (GB)   | Sir Hercules (GB)          |
| Anyakanca Waternymph (HUN) 1860 | Cotswold (GB) 1853    | Newcourt (GB)   | Sylph (GB)                 |
| Anyakanca Waternymph (HUN) 1860 | Cotswold (GB) 1853    | Aurora (GB)     | Pantaloon (GB)             |
| Anyakanca Waternymph (HUN) 1860 | Cotswold (GB) 1853    | Aurora (GB)     | Lady (GB)                  |
| Anyakanca Waternymph (HUN) 1860 | The Mermaid (GB) 1853 | Melbourne (GB)  | Humphrey Clinker (GB)      |
| Anyakanca Waternymph (HUN) 1860 | The Mermaid (GB) 1853 | Melbourne (GB)  | Cervantes mare (GB) (1825) |
| Anyakanca Waternymph (HUN) 1860 | The Mermaid (GB) 1853 | Seaweed (GB)    | Slane (GB)                 |
| Anyakanca Waternymph (HUN) 1860 | The Mermaid (GB) 1853 | Seaweed (GB)    | Seakale (GB)               |

Versenyzői pályafutása után öt csikó, Budagyöngye, Ollyan Nincs, Talpra Magyar, Kincsőr és a Kincs nevű ló született Kisbéren, ők voltak Kincsem közvetlen utódai. A második világháború után a kisbéri ménesből csak 150 ló maradt meg. Kincsem vérvonala Németországban a mai napig él.

## Sikerei
…Némelly jutalmak, hogy az egész Világ Lovaira legyenek kitéve, szükséges és czélarányos. Mi a' magunk középszerüsége szük körébül soha nem léphetnénk-ki, ha nem volna ki ellen vetélkedni, kitül tartani. De a' mi még több, lovaink Híre, bár mi hatalmasok volnának is azok, illy az egész Világ Lovai számára kitett jutalmak hijával a' Külföldre soha nem mehetne.…

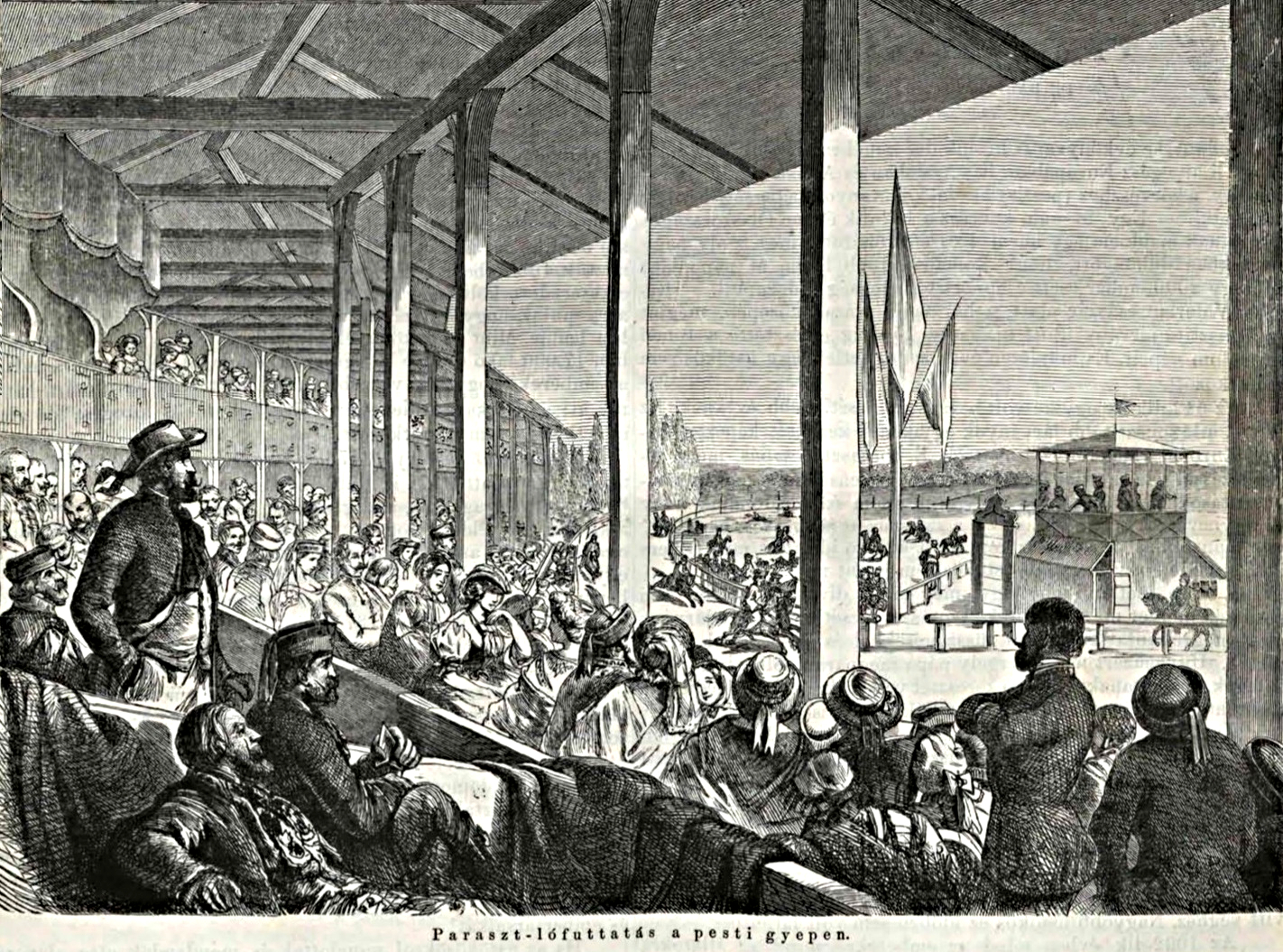
Vízkelety Béla: Paraszt-lófuttatás a pesti gyepen „…ezen futtatások valódi czélja: a hazai lófajok nemesítése”, a Vasárnapi Ujság illusztrációja, 1861. 32. szám

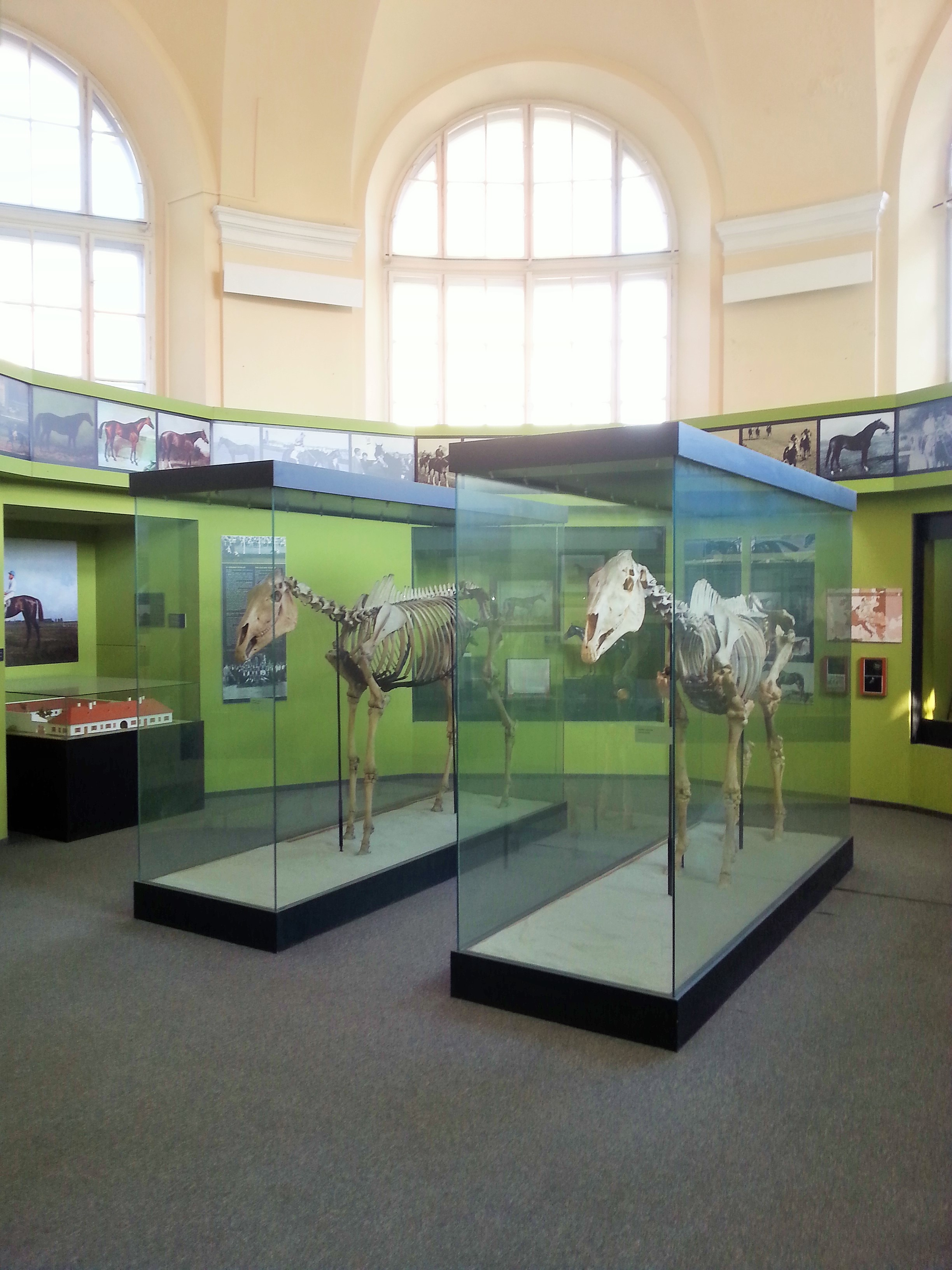
Kincsem és Imperiál versenylovak csontváza a Magyar Mezőgazdasági Múzeumban

Tulajdonosa szerint Kincsem nem veretlen, hanem verhetetlen volt, a legszorosabb futama a németországi Baden-Badenben holtversennyel fejeződött be, de a mindent eldöntő újrafutás alkalmával fölényesen ott is győzni tudott. Kétéves és ötéves kora között, 4 teljes lóversenyszezonon keresztül, 54 futamon indult el és Európa legjobbjait legyőzve minden futamán első helyezett lett, ezzel az eredménnyel az angol telivér lófajta tenyésztésének történetében legendás lóvá vált. 1876-ban 10 futamon 10 győzelmet, 1877-ben 17 futamon 17 győzelmet, 1878-ban 15 futamon 15 győzelmet, 5 évesen pedig 1879-ben 12 futamon 12 győzelmet aratott.
1877-ben Kincsem egyik budapesti futamán mindenki biztos volt a csodaló győzelmében és a fogadások történetében ekkor történt először, hogy a második helyen befutott lóra fogadóknak fizették ki a tétre, érkezett fogadásaik nyereményét és nem a győztes lóra fogadóknak. Kincsem fogadások nélkül indult el a futamon.

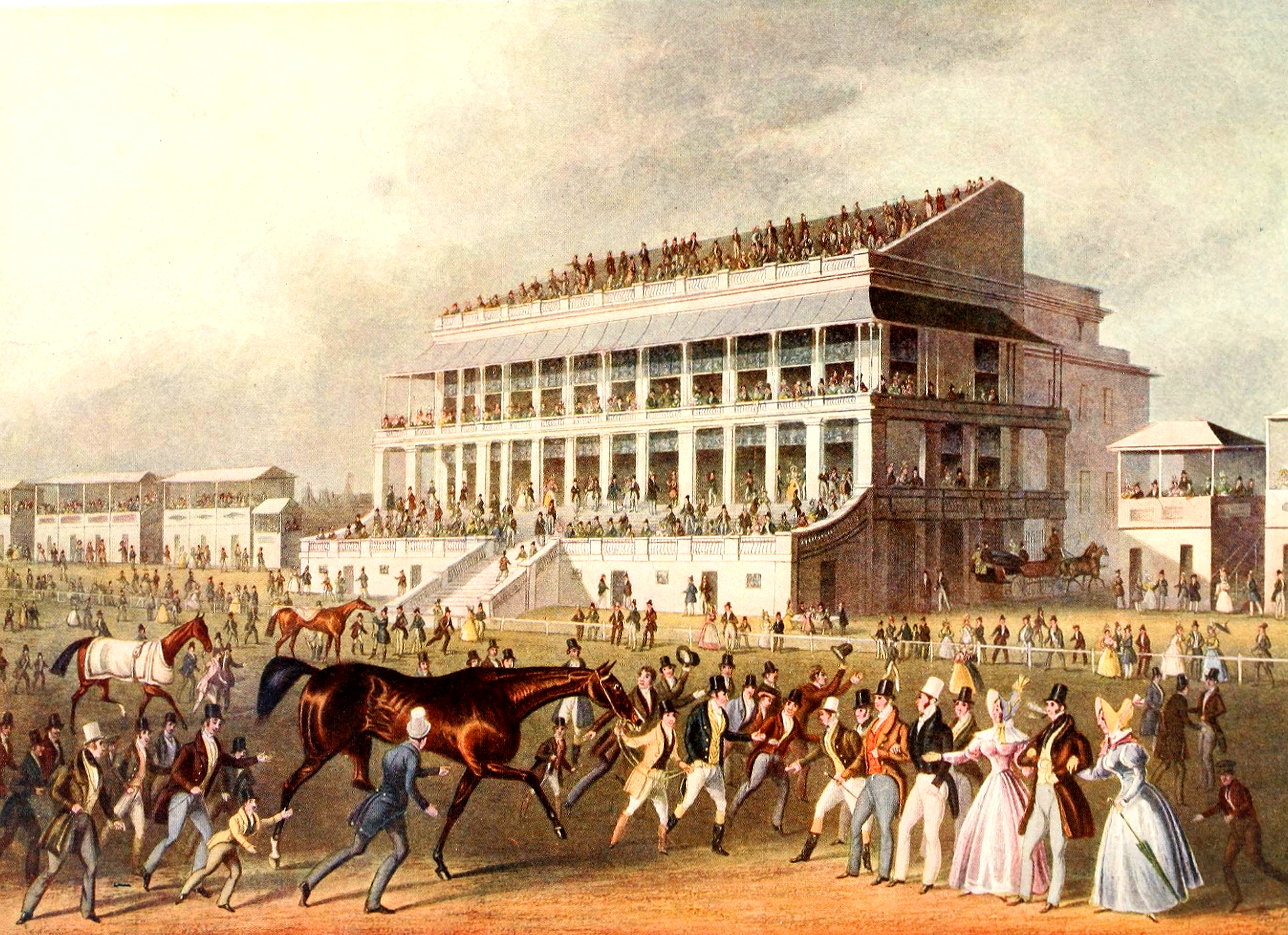
A Derby győztese, 19. századi angol festmény

Az egyik legnevesebb és legfontosabb galopp futamot a német Großer Preis von Badent, háromszor is megnyerte Baden-Badenben: 1876. augusztus 31-én, 1877. szeptember 2-án és 1878. szeptember 9-én is.
Egy történet szerint Blaskovich Ernőnek az volt a szokása, hogy Kincsem minden győztes futamát követően dicséretként, kivett a gomblyukából egy ibolyacsokrot és a kantár fej-részéhez a ló füle mellé tűzte azt. A kancának később már szokásává vált, hogy amint beszáguldott a célba és visszavezették a mázsálóhoz, odanyújtotta a nyakát Blaskovich különdíjáért, a kitüntető illatos csokorért. Volt egy érdekes sétagalopp futama is egy budapesti versenyen 1878. október 20-án, ami a legkönnyebbnek bizonyult pályafutása során, ez a Ritter díj 2800 méteres távja volt. Madden zsoké lovagolta Kincsemet, de ahogy a versenylap tudósított a futamról a benevezett „versenytársak »Kincsem«-mel mérkőzni nem akarva, visszavonultak s igy ez, hátán lovarjával körüljárván a pályát, kényelmesen nyert 1625 frtot.”
Teljesítményét soha egyetlen versenyló sem tudta felülmúlni, ezzel az egyetemes magyar lótenyésztésnek szerzett máig ható világhírnevet. Utódai és azok leszármazottai a világ sok neves tenyészménesébe is eljutottak. Hírnevét jól jellemzi, hogy olyan országokban is neveztek el futamot a csodakancáról, ahol Kincsem meg sem fordult az élete során.
Díszes kitüntetései és érmei a Magyar Mezőgazdasági Múzeumban vannak kiállítva, ahol az óriási vitrinben elhelyezett csontvázát és a gödi tréningtelep makettjét is megcsodálhatják a látogatók.

### Fontosabb győztes galopp futamainak listája

Az egyik legnevesebb német futam a Großer Preis von Baden helyszíne, az iffezheimi finálé tribünje 2006-ban

(„The Hungarian yellow WonderMare”) Magyarországon kívül az Osztrák–Magyar Monarchia (Ausztria, Csehország) és Európa (Anglia, Franciaország, Németország) több országában 13 lóversenypályán, 54 alkalommal állt starthoz és 54 győzelmet aratott. Ezeken a diadalmas versenyeken a legyőzhetetlen Kincsem nyergében a győztes futamai során, összesen három angol zsoké (versenylovas) lovagolt: Harry Wainwright, Michael Madden és Tom Busby. Madden a Baden-Baden-ben megnyert holtverseny utáni hathosszas győzelmet magának tulajdonította és nem Kincsem munkájának, ezért elhidegült a viszony Hesp és a zsoké között, Madden Hohenlohe-Oehringen herceghez szerződött Németországba. Ezután az 1879. évi futamokon Wainwright lovagolta és kilencszer újabb győzelmekre vezényelte Kincsemet a legyőzhetetlen lovat, aztán nagyobb pénz reményében visszatért Angliába. Versenyzői pályafutásának utolsó három futamán Busby zsokéval győzött a csodakanca. Kincsem zsokéja többszor canterben verte meg ellenfeleit. A lóversenyzés a sportértékén kívül akkoriban is a fogadók játéka és a szórakoztatóipar része volt, ahol a futamon induló trenírozott ló szerezte meg a győzelmet és nem a versenylovas.
| Kincsem nyilvántartott győztes futamainak listája | Kincsem nyilvántartott győztes futamainak listája | Kincsem nyilvántartott győztes futamainak listája | Kincsem nyilvántartott győztes futamainak listája | Kincsem nyilvántartott győztes futamainak listája | Kincsem nyilvántartott győztes futamainak listája        | Kincsem nyilvántartott győztes futamainak listája | Kincsem nyilvántartott győztes futamainak listája |
|                                                   | Dátum                                             | A futam helyszíne                                 | Kincsem versenylovasa                             | Futam neve                                        | Befutó (1., 2., 3.)                                      | Táv / különbség hosszban                          | Vadász és Versenylap                              |
| ------------------------------------------------- | ------------------------------------------------- | ------------------------------------------------- | ------------------------------------------------- | ------------------------------------------------- | -------------------------------------------------------- | ------------------------------------------------- | ------------------------------------------------- |
| 1.                                                | 1876. június 21.                                  | Berlin                                            | Michael Madden                                    | Erstes Criterium                                  | KINCSEM (118 lb) Boreas Alpenstock                       | 1000m (5f) 4 hossz                                | 1876. 10. 11. 41. lapszám                         |
| 2.                                                | 1876. július 2.                                   | Hannover                                          | Michael Madden                                    | Vergleichspreis                                   | KINCSEM (118 lb) Homburg Double Zero                     | 1000m (5f) 1 hossz                                | 1876. 07. 05. / 27. lapszám                       |
| 3.                                                | 1876. július 9.                                   | Hamburg                                           | Michael Madden                                    | Hamburger Criterium                               | KINCSEM (124 lb) Adelaide Hamburg                        | 950m (4f) 1 1/2 hossz                             | 1876. 07. 12. / 28. szám lapszám                  |
| 4.                                                | 1876. július 29.                                  | Bad Doberan                                       | Michael Madden                                    | Erinnerungs Rennen                                | KINCSEM (129 lb) Blücher Miss Harriet                    | 947m (4f) 1 1/2 hossz                             | 1876. 08. 09. / 32. szám lapszám                  |
| 5.                                                | 1876. augusztus 20.                               | Frankfurt                                         | Michael Madden                                    | Louisa Rennen                                     | KINCSEM (128 lb) Regimenstochter                         | 1000m (5f) 10 hossz                               | 1876. 08. 23. / 34. szám lapszám                  |
| 6.                                                | 1876. augusztus 31.                               | Baden-Baden                                       | Michael Madden                                    | Zukunffs-Preis                                    | KINCSEM (123 lb) Criterium Miss Harriet                  | 1000m (5f) számtalan hossz                        | 1876. 09. 06. / 36. szám lapszám                  |
| 7.                                                | 1876. október 2.                                  | Sopron                                            | Michael Madden                                    | Polgárok Dija                                     | KINCSEM (114 lb) Little Luder Der Landgraf               | 1200m (6f) számtalan hossz                        | 1876-10-04 / 40. szám lapszám                     |
| 8.                                                | 1876. október 15.                                 | Budapest                                          | Michael Madden                                    | Kétévesek Versenye                                | KINCSEM (124 lb) Csalogany Little Luder                  | 948m (~4f) 1/2 hossz                              |                                                   |
| 9.                                                | 1876. október 22.                                 | Bécs                                              | Michael Madden                                    | Kladruber Preis                                   | KINCSEM (121 lb) Der Landgraf Hamburg                    | 1600m (8f) 10 hossz                               |                                                   |
| 10.                                               | 1876. október 29.                                 | Prága                                             | Michael Madden                                    | Kladruber Criterium                               | KINCSEM (123 lb) Criterium Hilda                         | 1400m (7f) számtalan hossz                        | 1876. 11. 08. / 45. szám lapszám                  |
| 11.                                               | 1877. április 27.                                 | Pozsony                                           | Michael Madden                                    | Trial Stakes                                      | KINCSEM (115 lb) Blucher Erbprinz                        | 1800m (9f) 1 hossz                                |                                                   |
| 12.                                               | 1877. május 6.                                    | Budapest                                          | Michael Madden                                    | Nemzeti Díj                                       | KINCSEM (114 lb) Camillo Csalogány                       | 1600m (8) számtalan hossz                         |                                                   |
| 13.                                               | 1877. május 8.                                    | Budapest                                          | Michael Madden                                    | Hazafi Díj                                        | KINCSEM (114 lb) Bimbó Légyott                           | 1600m (8f) 1 1/2 hossz                            | 1877. 05. 09. /19. lapszám                        |
| 14.                                               | 1877. május 21.                                   | Bécs                                              | Michael Madden                                    | Österreichische Derby                             | KINCSEM (119 lb) Tallos Pfeil                            | 2400m (12f) számtalan hossz                       |                                                   |
| .                                                 | ...                                               |                                                   |                                                   |                                                   |                                                          |                                                   |                                                   |
| 18.                                               | 1877. július 9.                                   | Hamburg                                           | Michael Madden                                    | Renadorenen                                       | KINCSEM (121 lb) Pirat Konotoppa                         | 2800m (14f) 4 hossz                               |                                                   |
| 19.                                               | 1877. szeptember 2.                               | Baden-Baden                                       | Michael Madden                                    | Grosser Preis von Baden                           | KINCSEM (112 lb) Konotoppa Mambrin                       | 3200m (16f) 3 hossz                               | 1877. 09. 05. /36. lapszám                        |
| .                                                 | ...                                               |                                                   |                                                   |                                                   |                                                          |                                                   |                                                   |
| 23.                                               | 1877. október 7.                                  | Budapest                                          | Michael Madden                                    | Pesti St. Leger                                   | KINCSEM (114˝ lb) Prince Giles the First Lörincz         | 2800m (14f) 10 hossz                              | 1877. 10. 10. /41. lapszám                        |
| .                                                 | ...                                               |                                                   |                                                   |                                                   |                                                          |                                                   |                                                   |
| 37.                                               | 1878. augusztus 1.                                | Goodwood                                          | Michael Madden                                    | The Goodwood Cup                                  | KINCSEM (119 lb) Pageant Lady Golightly                  | 4000m (2˝ miles) 2 hossz                          | 1878. 08. 07. / 32. lapszám                       |
| 38.                                               | 1878. augusztus 18.                               | Deauville                                         | Michael Madden                                    | Grand Prix de Deauville                           | KINCSEM (135 lb) Fontainebleu Fould Gift                 | 2400m (12f) 1/2 hossz                             | 1878. 08. 21. / 34. lapszám                       |
| 39.                                               | 1878. szeptember 9.                               | Baden-Baden                                       | Michael Madden                                    | Grosser Preis von Baden                           | KINCSEM (137 lb) Prince Giles The First (122 lbs) Purple | 3200m (16f) 5 vagy 6 hossz                        | 1878. 09. 11. / 37. lapszám                       |
| .                                                 | ...                                               |                                                   |                                                   |                                                   |                                                          |                                                   |                                                   |
| 46.                                               | 1879. május 8.                                    | Budapest                                          | Harry Wainwright                                  | I. Osztályú Állami Dij                            | KINCSEM (168 lb) Harry Hall Clarisse                     | 2400m (12f) 2 hossz                               | 1879. 05. 15. / 20. lapszám                       |
| 47.                                               | 1879. május 18.                                   | Bécs                                              | Harry Wainwright                                  | Staatspreis Zweiter Classe                        | KINCSEM (159 lb) Prince Giles the First                  | 2800m (14f) 10 hossz                              | 1879. 05. 22. / 21. lapszám                       |
| .                                                 | ...                                               |                                                   |                                                   |                                                   |                                                          |                                                   |                                                   |
| 51.                                               | 1879. szeptember 2.                               | Baden-Baden                                       | Tom Busby                                         | Grosser Preis von Baden                           | KINCSEM (141 lb) Kunstlerin Hessenpreis                  | 3200m (16f) 3/4 hossz                             | 1879. 09. 11. / 37. lapszám                       |
| 52.                                               | 1879. szeptember 29.                              | Sopron                                            | Harry Wainwright                                  | Allami-Dij                                        | KINCSEM (158 lb)                                         | 3200m (16f) befutó                                | 1879. 10. 02. / 40. lapszám                       |
| 53.                                               | 1879. október 19.                                 | Budapest                                          | Tom Busby                                         | Ritter-dij                                        | KINCSEM (159 lb)                                         | 2800m (14f) befutó                                | 1879. 10. 23. / 43. lapszám                       |
| 54.                                               | 1879. október 21.                                 | Budapest                                          | Tom Busby                                         | Kanca-dij                                         | KINCSEM (159 lb) Ilona Dagmar                            | 2400m (12f) 10 hossz                              | 1879. 10. 23. / 43. lapszám                       |

### A valaha élt versenylovak veretlenségi örökranglistája
| Minden idők veretlenségi örökranglistája | Minden idők veretlenségi örökranglistája | Minden idők veretlenségi örökranglistája | Minden idők veretlenségi örökranglistája | Minden idők veretlenségi örökranglistája | Minden idők veretlenségi örökranglistája |
| ---------------------------------------- | ---------------------------------------- | ---------------------------------------- | ---------------------------------------- | ---------------------------------------- | ---------------------------------------- |
|                                          | Győzelem                                 | Ló neve                                  | Tenyésztő ország                         | Születési év                             | Származása                               |
| 1.                                       | 54/54 futam                              | Kincsem                                  | Magyarország                             | 1874                                     | Cambuscan x Waternymph                   |
| 2.                                       | 25/25 futam                              | Black Caviar                             | Ausztrália                               | 2006                                     | Bel Esprit x Helsinge                    |
| 3.                                       | 19/19 futam                              | Peppers Pride                            | USA                                      | 2003                                     | Desert God x Lady Pepper                 |

Egy ideig ezen a toplistán a helyezettek között szerepelt a magyar „csodaló” Overdose is 14 futamból 14 győzelemmel, de Baden-Badenben egy szerencsétlen rajt következtében csupán a hetedikként érkezett a célba és ezzel veretlensége megtört.

## Emlékezete

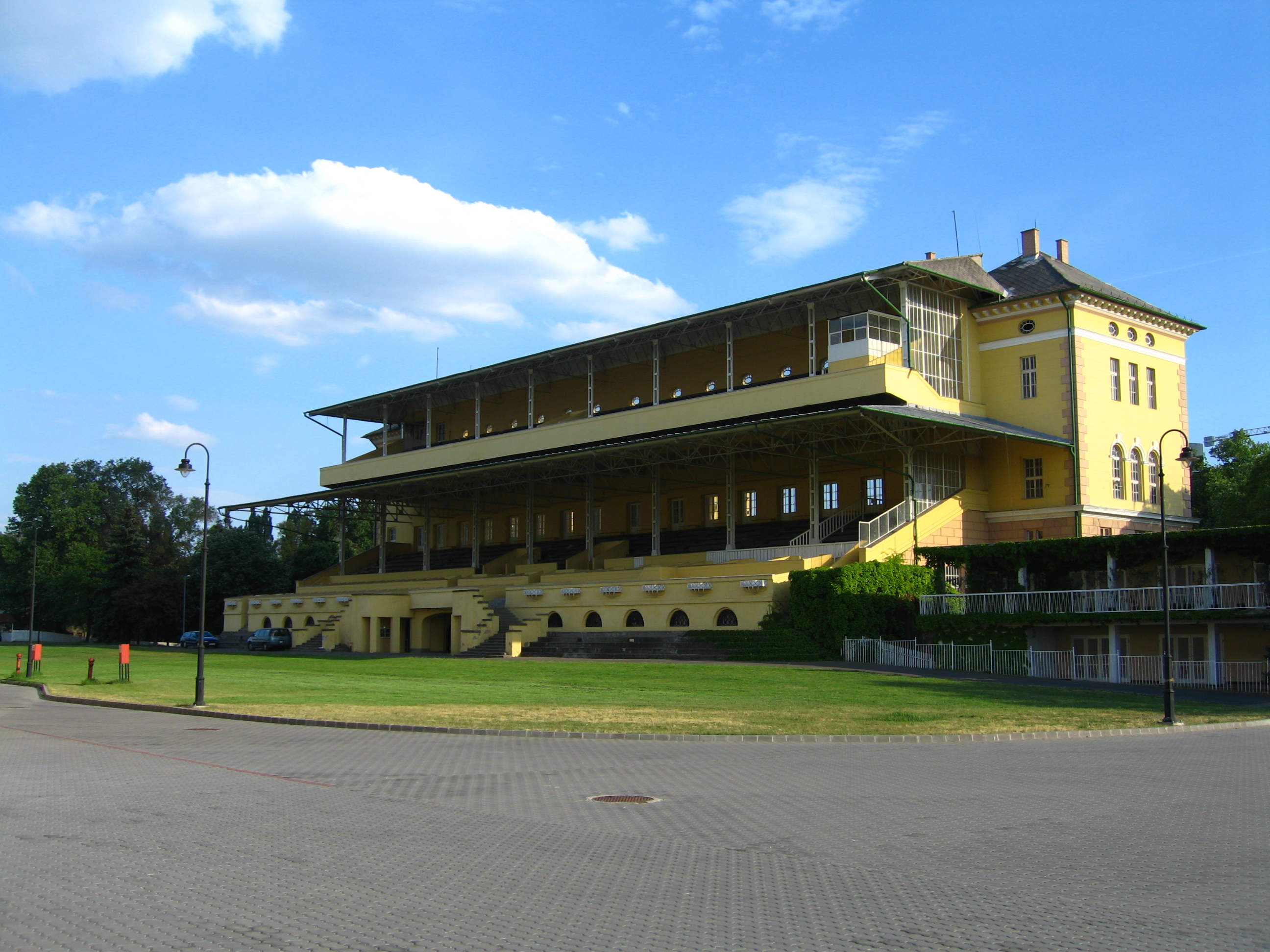
A budapesti galopp versenypálya műemlék tribünje 2009-ben

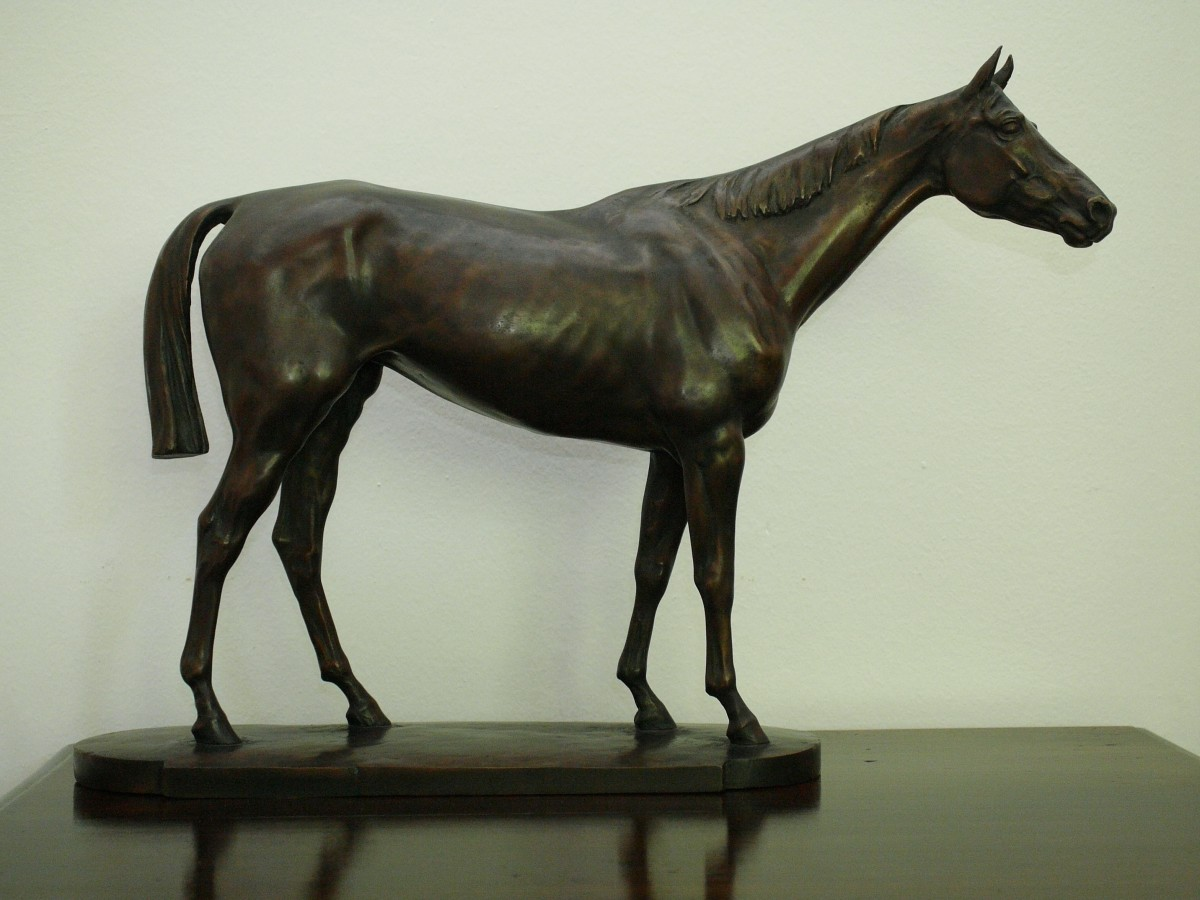
ifj. Vastagh György Kincsem szobra, melyet a kanca csontvázának preparátumán végzett mérések adataira alapozva mintázott 1942-ben

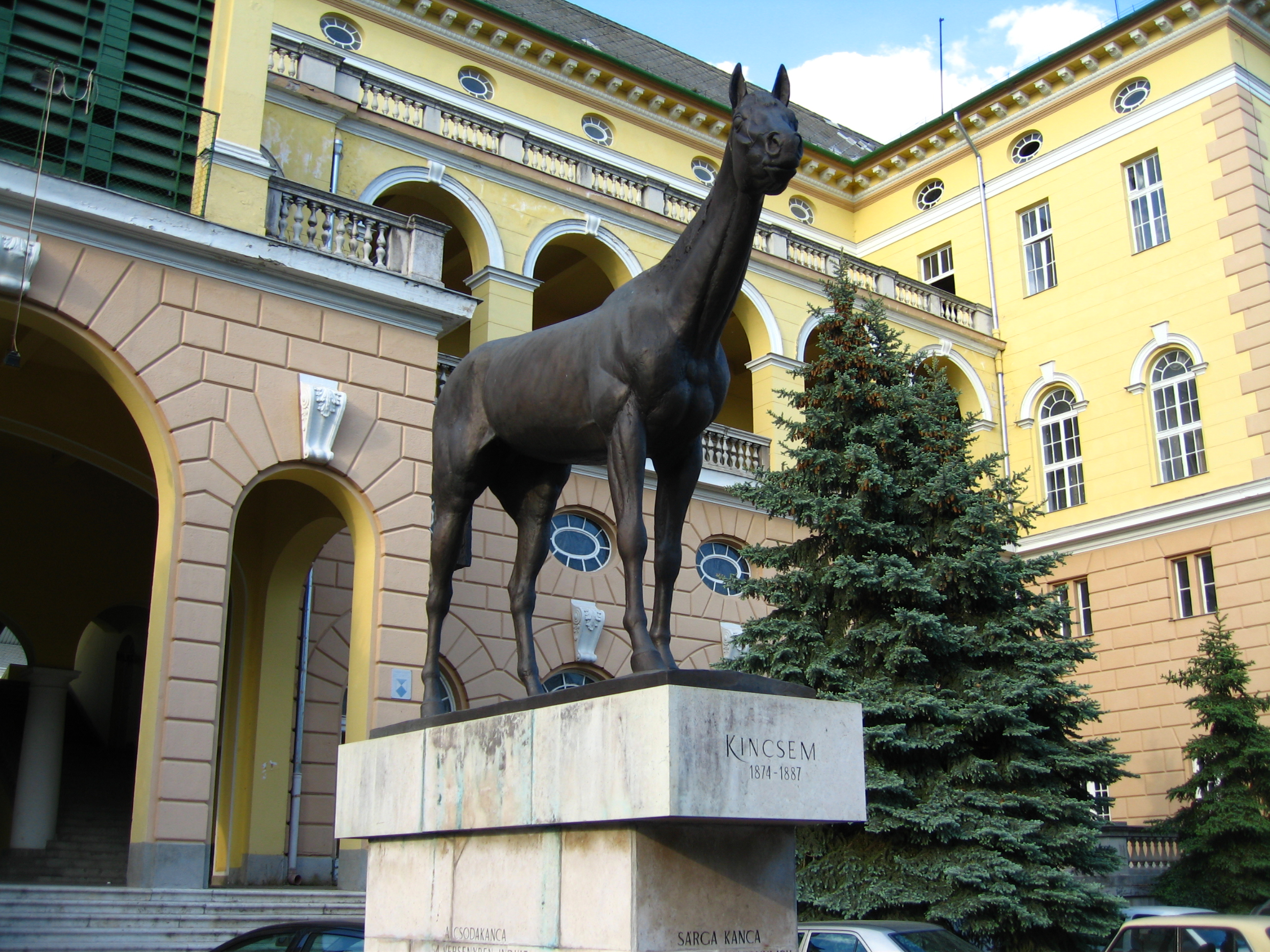
Kincsem szobra a budapesti Kincsem Parkban, Tóth Béla szobrászművész alkotása

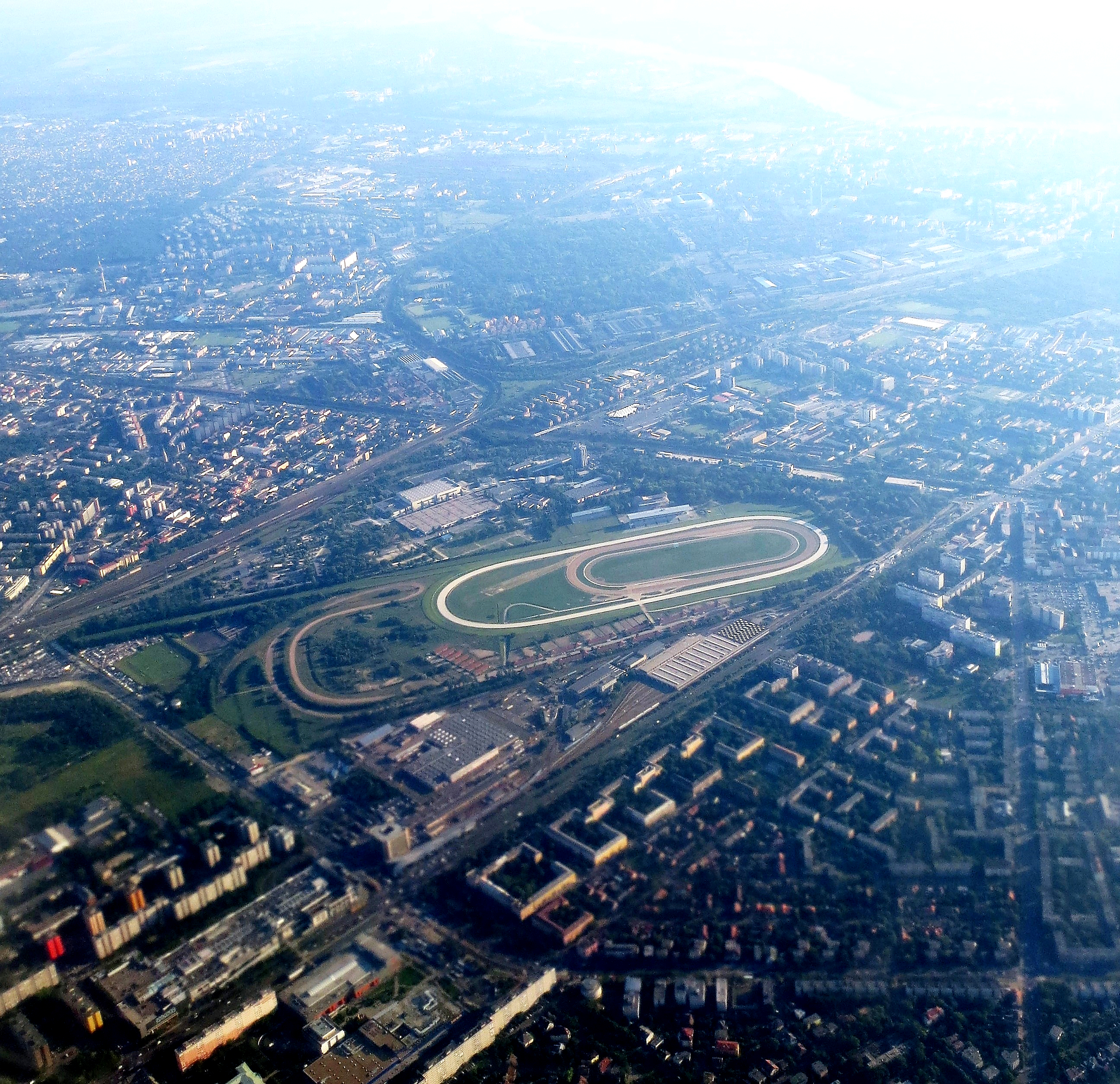
Kincsem Park a levegőből

Szívesen hallgatjuk ezeket a százesztendős regéket is, de mégis közelebb érezzük magunkat a pesti lófuttatás történetéhez, amikor ifjúkori emlékek, gavallérok és nemes paripák nevei csendülnek fel bennünk, amely neveket egykor mindenki ismert Pesten, amely neveknek viselőit vagy a városligeti gyepen láttuk futamodni gyönyörű hölgyek kendőlobogtatásai közben, hol meg gyönyörű kocsikon hajtatni a Sugár úton, amikor ugyancsak egy egész város érdeklődő tekintete kísérte szerető figyelemmel a népszerű paripatulajdonosokat.
Mennyi minden képzelmet jelentett ez a szó Pest ragyogó ifjúságában: versenyló!
- A páratlan és verhetetlen sárga kanca 54 futamgyőzelme egyedülálló teljesítmény és ez maradandó hírnevet szerzett neki, világszerte így emlékeznek rá. Kincsem nevét a Telivértenyésztők Világszövetsége örök időre „név-védelem” alá helyezte, Kisbér nevével együtt.[134]
- Krúdy Gyula Taral, a csodalovas és a 100 éves lóverseny című írásában így emlékezett meg Kincsemről: „Igaz, hogy Kincsem patáját aranyba foglalta gazdája, de tán még többet is megérdemelt volna ez a Kisbér-kanca, mert hiszen voltaképpen ő volt az, aki a pestieknek, majd későbben a minden rangú magyaroknak az utat a Városliget felé megmutatta. A Kincsem népszerűsége, talán éppen győzhetetlensége miatt, éveken át virágzott, kimúlása után pedig legendák hőse lett. Ő volt az, akinek futásaiért a jogász a maga ezüstforintosára a hajdani Szerecsen utcai fogadóirodában száz pengő forintot kapott; ő volt az, akinek gazdáját tízezerfontos meccsekre hívják meg vala az angol lordok a szigetországba, hogy lovaikat Kincsemmel kipróbálják; ő volt az, akinek győzelme után Blaskovich Ernőt Newmarketben a flegmatikus angolok a levegőbe emelték; ő volt az, akinek a legbecsületesebb idomítója volt, mióta versenylovakat idomítanak a világon: Robert Hespnek hívták ezt a férfiút, és a szegényházban halt meg, mint valami dickensi figura.”[135]
- A pesti polgári Prückler család sarjai Prückler László (1847–1929) és ifjabb Prückler Ignác (1840–1919) pezsgőgyáros testvérek, akik a lóversenyek nagy rajongói voltak; a Prückler Ignácz Magyarország első rum-, likőr- és pezsgőgyára olyan pezsgőt gyártott 1880-ban, amelynek a neve "Kincsem" volt, és a címkéjén látható volt a híres versenyló rajza.[Lapszám 36]

Midőn az „írók és művészek-társasága" köszönetét nyilvánítja önnek szives adományáért, azon 50 üveg „Kincsem" pezsgőért, melyet ön a társaság esztergomi kirándulása alkalmából ajánlott fel nekünk, el nem mulaszthatjuk egyúttal megjegyezni, hogy a kedélyesen elköltött pezsgő, mint az ön hazai gyártmánya általunk oly kitűnőnek találtatott, hogy nem kételkedünk kimondani, mely szerint az minden tekintetben becsülettel megállja helyét a legjobb minőségű frauczia pezsgőkkel szemben is. Fogadja ön ismételten is köszönetét a társaságnak szives megemlékezéséért.
Kelt Budapesten 1880. június 11. Jókai Mór s. k., az „Írók és művészek társasága" elnöke.
1881. május 19.-kén Rudolf trónörökös határozott kívánságához képest a császár és királyi udvari ebédhez 150 üveg „Kincsem“ pezsgőt rendeltek meg a Prückler Ignácz Magyarország első rum-, likőr- és pezsgőgyára" pinceiből. A megrendelés a főudvarmesteri hivatal által történt. Rudolf trónörökös élvezettel ízlelte meg a magyar gyártmányt és arról a legmelegebb elismeréssel nyilatkozott. Annak folytán Prückler újabb megrendelést kapott az udvartól.
- Kincsem szobrát 1/5 életnagyságban ifj. Vastagh György készítette el 1942-ben, ifj. Blaskovich Ernő az „Úrlovasok Szövetkezete” számára rendelte meg vándordíjnak. A mintázás fénykép, pontos méretadatok, valamint a ló csontvázának tanulmányozása alapján történt. A szobor egyik példánya a Magyar Mezőgazdasági Múzeumban, másik a Blaskovics Múzeumban[137] Tápiószelén látható. Később a Magyar Lovaregylet megbízta a művészt az életnagyságú szobor megmintázásával a lovarda parkja számára.[138]
- A gödi Kincsem parkban 2016-ban állították fel Tóth Béla és Tóth Dávid szobrászok Kincsemről mintázott bronzszobrát az eredeti gödi istállója előtt.[139] Kincsem egykori versenyistállója a 2017-ben történt felújítása után vált látogathatóvá, miután a Kincsem udvarház rekonstrukciója során korhű módon felújították az eredeti homlokzatot és kialakítottak egy előadásokra, vetítésekre, zenei és táncprogramokra alkalmas, többfunkciós látogatótermet is.[140][141]
- A Kincsem-díj a magyar galopp versenyek között is (Nemzeti Díj, Magyar Derby, Szent László Díj, Magyar St.Leger), egy kiemelkedő hazai futam, amit a csodakancáról neveztek el.[142]
- Kincsem csontváza Budapesten a Magyar Mezőgazdasági Múzeum Városligetben található gyűjteményében van, amely a lótenyésztési kiállításon látható. Ugyanitt látható a „verhetetlen” telivér egyik patája is, melyet még Blaskovich foglaltatott nemes fémbe.[143] Kincsem csontvázáról több kutató is méretet vett az idők során, az egyedi sajátosságok vizsgálata ugyanis hasznos, mert megismerhetőek a sikeres versenylovak kiváló teljesítményében szerepet játszó csonttani jellegzetességek. A csontvázat az 1898-as párizsi világkiállításon is bemutatták a magyar pavilonban.[144]
- A budapesti lóversenypálya több évtizede viseli a nevét. A Kincsem Parkban, a galopp-pálya bejáratánál 1977-ben felállították Tóth Béla a csodakancát ábrázoló életnagyságú bronzszobrát. A szobor posztamensén a felirat: „KINCSEM 1874 – 1887 + TENYÉSZTETTE BLASKOVICH ERNŐ TÁPIÓSZENTMÁRTON + A CSODAKANCA 54 VERSENYBEN INDULT ÉS MINDIG GYŐZÖTT”.
- A világhírű magyar versenyló pályafutásának tárgyi emlékei Tápiószelén a Blaskovich család kastélymúzeumában[145] is megtalálhatóak. Sikerei tiszteletére, a különféle szórakozásokat is kínáló lovasparkot Tápiószentmártonon, szintén Kincsemről nevezték el, ahol külön múzeum gyűjti a világverő versenyló emlékeit. A múzeum Kincsem életének tárgyi emlékein kívül a Blaskovich-család történetének emléktárgyait is őrzi, amely a múzeumot alapító testvérpárnak, Blaskovich Györgynek és Blaskovich Jánosnak köszönhetően fennmaradt.[146] Habár Kincsem ősei, mind apai, mind pedig anyai ágon többnyire brit származású angol telivérek voltak, a sötétsárga színű csodakanca mégis a magyar lótenyésztés eredménye és mind a mai napig tökéletes példánya a fajtának.
- A külföldi újságolvasó közönség a „Hungarian Wonder”, azaz Magyar Csoda jelzőkkel ékesített néven ismerhette meg. Az Egyesült Királyság telivértenyésztésének egyik központjában, az angliai Newmarket Horse Racing Museum nevű múzeumában felállították Kincsem szobrát, a versenyzői karrierjének dokumentumai pedig a múzeumi tárlókban tekinthetőek meg. Világszerte ma is róla elnevezett nagydíjakat rendeznek a tiszteletére.[147]
- A Magyar Posta 1961-ben hét darabból álló bélyegsorozatot adott ki „Magyar lósport sorozat” címen, melynek legdrágább 3 forintos bélyegén az 54 versenyben veretlen Kincsem szerepel,[148] továbbá 1977-ben 150 éves a magyar lóversenyzés címen két részből álló 1 forintos bélyeget is kiadott, melynek bal oldalán a verhetetlen Kincsem, jobb oldalán az alapító Széchenyi István huszártiszti uniformisban látható.[149] Mindkettőt Cziglényi Ádám tervezte.
- A Kincsem – Nemzeti Lovas Program egy a magyar kormány 2012. február 29-i ülésén elfogadott program, amelynek célja a lóhasználat és a lovas tevékenység feltételeinek javítása, fejlődési pályára állítása, a fenntarthatóság alapjainak megteremtése. A program elősegíti, hogy hazánk újra „lovas nemzet” lehessen.[150]
- 2014-ben Gáspár Sándor (Blaskovich) főszereplésével a Thália Színház adta elő Bereményi Géza író Kincsem című színdarabját.[151]

…
HESP: Mióta öné ez a remek telivér?

BLASKOVICH: Ötödik éve ülök rajta. Kifogás?

HESP: Ne hagyja üresen őt. A telivér vérvonala Isten ujját követi. Waternimph csikóiból ön gazdag lehetne, Mr. Blaskovich. Fedeztesse.

BLASKOVICH: Az én kezem alatt nem születik Derby-győztes. Tervem, felhagyok a tenyésztéssel.

HESP: Én pedig nem leszek vadászmester tovább. Ha meggondolná magát, egy Waternimph csikót készséggel tréningbe vennék jövőre Gödön.

BLASKOVICH: Itt rajtam kívül mindenki arisztokrata sok-sok telivérrel, forduljon hozzájuk csikóért az úr. És én nem szeretek utazni. Azt is bánom, hogy idejöttem. Hazaköt a zabom. Az én hírnevem az a zabom.

HESP: Waternimph nem akárki, és…

BLASKOVICH: Punktum. Befejeztem.

HESP: Gondolkozzon rajta.…
- Amikor Sárneczky Krisztián csillagász 2007. június 8-án felfedezte a 161975 Kincsem nevű aszteroidát, a névadás kisebb bonyodalmat okozott. Ugyanis a „Kincsem” nevet végül is elfogadó Nemzetközi Csillagászati Unió jóváhagyó bizottsága szerint tiltott, hogy egy aszteroida kisállatokról vagy a felfedező kedvencéről kapja a nevét. De mint azt Sárneczky Krisztián utólag nyilatkozta: "Kincsem példája természetesen egészen más, és végül az elnevezéseket jóváhagyó bizottság is belátta, hogy esetünkben egy nemzeti ikonról, minden idők egyik legjobb versenylováról van szó."[153]
- A Magyar Lovas Színház 2014. július 18-án és 19-én mutatta be a Kincsem című musicalt.[154]
- 2017-ben Herendi Gábor rendezésében és Nagy Ervin (Blaskovich) főszereplésével Kincsem címmel romantikus kalandfilmet készítettek róla és gazdájáról Blaskovich Ernőről, a tápiószentmártoni lótenyésztőről.[155][156] A filmről a rendező elmondta, hogy bizonyos szereplők és a történelmi háttér ugyan valós tényeken alapul, de mivel Kincsem a világ legeredményesebb lova, így magában nem lett volna elég fordulatos a történet, ezért kitalált cselekményt is tartalmaz a film forgatókönyve. Kincsem alakját hat különböző telivér idézte fel a filmben.[157][158] A filmet a bemutatója után az első héten 91 642 néző tekintette meg.[159] A lovakat kedvelő és ismerő nézők felfedezték, hogy néhány jelenetben a Kincsem szerepét „játszó” ló nem angol telivér és nem kanca, de erre reagálva a film rendezője úgy nyilatkozott, hogy: „Szemet hunytunk afelett, hogy néha valóban nem telivér vagy esetleg nem kanca játszotta Kincsemet, vállalva annak kockázatát, hogy a jó szemű lószakértők ezt észreveszik.”[160]

### A szócikkben szereplő angol telivérek származási táblái
1. ↑  BABIEKA (HUN) ch. H, 1821 (angol nyelven). pedigreequery.com. (Hozzáférés: 2017. március 30.)
2. 1 2  CAMBUSCAN (GB) ch. H, 1861 (angol nyelven). pedigreequery.com. (Hozzáférés: 2017. március 30.)
3. ↑  THE MERMAID (GB) b. M, 1853 (angol nyelven). pedigreequery.com. (Hozzáférés: 2017. március 27.)
4. ↑  VERNEUIL (FR) ch. H, 1874 (angol nyelven). pedigreequery.com. (Hozzáférés: 2017. március 17.)
5. ↑  CSALOGANY (HUN) b. M, 1874 (angol nyelven). pedigreequery.com. (Hozzáférés: 2017. április 3.)
6. ↑  PAGEANT (GB) b. G, 1871 (angol nyelven). pedigreequery.com. (Hozzáférés: 2017. április 6.)
7. ↑  LADY GOLIGHTLY (GB) b. M, 1874 (angol nyelven). pedigreequery.com. (Hozzáférés: 2017. április 6.)
8. ↑  FONTAINEBLEAU (FR) br. H, 1874 (angol nyelven). pedigreequery.com. (Hozzáférés: 2017. április 6.)
9. ↑  PRINCE GILES THE FIRST (AUT) H, 1874 (angol nyelven). pedigreequery.com. (Hozzáférés: 2017. március 25.)
10. ↑  Kincsem (1874) leszármazottai. galopp-sieger.de. (Hozzáférés: 2017. április 1.)
11. ↑  BUDAGYONGYE (HUN) b. F, 1882 (angol nyelven). pedigreequery.com. (Hozzáférés: 2017. március 21.)
12. ↑  Buccaneer (1857) leszármazottai. galopp-sieger.de. (Hozzáférés: 2017. április 4.)
13. ↑  Az Osztrák-Magyar Monarchia Írásban és Képben. tankonyvtar.hu. (Hozzáférés: 2017. április 6.)
14. ↑  Budagyöngye (1882) leszármazottai. galopp-sieger.de. (Hozzáférés: 2017. április 1.)
15. ↑  Ollyan Nincs (1883) leszármazottai. galopp-sieger.de. (Hozzáférés: 2017. április 1.)
16. ↑  Talpra Magyar (1885) leszármazottai. galopp-sieger.de. (Hozzáférés: 2017. április 1.)
17. ↑  Doncaster (1870) leszármazottai. galopp-sieger.de. (Hozzáférés: 2017. április 4.)
18. ↑  Kincs (1887) leszármazottai. galopp-sieger.de. (Hozzáférés: 2017. április 1.)
19. ↑  OLLYAN NINCS b. M, THOROUGHBRED, 1883. allbreedpedigree.com. (Hozzáférés: 2017. március 25.)
20. ↑  Kisber (HUN) 1873, colt, bay Buccaneer - Mineral (Rataplan). blacktypepedigree.com. (Hozzáférés: 2017. április 3.)[halott link]
21. ↑  TALPRA MAGYAR (HUN) br. H, 1885] (angol nyelven). pedigreequery.com. (Hozzáférés: 2017. március 29.)
22. ↑  Polygamy (GB) b. F, 1971 (angol nyelven). pedigreequery.com. (Hozzáférés: 2017. március 17.)
23. ↑  KINCSEM (HUN) ch. F, 1874 (angol nyelven). pedigreequery.com. (Hozzáférés: 2017. március 21.)
24. ↑  Kincsem ch f 1874 (Cambuscan - Water Nymph, by Cotswold). Sire Line Camel. Family 4-o.. bloodlines.net. (Hozzáférés: 2017. március 21.)
25. ↑  Cambuscan (GB) 1861, colt, chestnut Newminster - The Arrow (Slane). blacktypepedigree.com. (Hozzáférés: 2017. március 21.)[halott link]
26. ↑  Waternymph (HUN) 1860, filly, chestnut Cotswold - The Mermaid (Melbourne). blacktypepedigree.com. (Hozzáférés: 2017. március 21.)[halott link]
27. ↑  KINCS (HUN) ch. M, 1887] (angol nyelven). pedigreequery.com. (Hozzáférés: 2017. március 21.)
28. ↑  BLACK CAVIAR (AUS) br. M, 2006 (angol nyelven). pedigreequery.com. (Hozzáférés: 2017. március 30.)

### A felhasznált Vadász és Versenylap lapszámai (1876–1879)
1. ↑  Vadász és Versenylap 1857-1919 Vadász és Versenylap 18. évfolyam, 1874-07-15. 28. szám*. library.hungaricana.hu. (Hozzáférés: 2017. március 20.)
2. ↑  Vadász és Versenylap 1857-1919 Vadász és Versenylap 31. évfolyam 1887-03-24/ 12. szám. library.hungaricana.hu. (Hozzáférés: 2017. március 27.)
3. ↑  Vadász és Versenylap 1857-1919 Vadász és Versenylap 19. évfolyam, 1875-10-20 / 42. szám. library.hungaricana.hu. (Hozzáférés: 2017. március 25.)
4. ↑  Vadász és Versenylap 1857-1919 Vadász és Versenylap 7. évfolyam, 1863-04-30 / 12. szám. library.hungaricana.hu. (Hozzáférés: 2017. március 21.)
5. ↑  Vadász és Versenylap 1857-1919 Vadász és Versenylap 20. évfolyam, 1876-02-16 / 7. szám. library.hungaricana.hu. (Hozzáférés: 2017. március 29.)
6. ↑  Vadász és Versenylap 1857-1919 Vadász és Versenylap 20. évfolyam, 1876-09-06/ 36.szám. library.hungaricana.hu. (Hozzáférés: 2017. április 3.)
7. ↑  Vadász és Versenylap 1857-1919 Vadász és Versenylap 21. évfolyam, 1877-03-07/ 10.szám. library.hungaricana.hu. (Hozzáférés: 2017. április 5.)
8. ↑  Vadász- és Versenylap 1857-1919 Vadász és Versenylap 31. évfolyam, 1887-03-24 / 12. szám. library.hungaricana.hu. (Hozzáférés: 2017. március 29.)
9. ↑  Vadász és Versenylap 1857-1919 Vadász és Versenylap 49. évfolyam, 1905-01-01 / 1. szám. library.hungaricana.hu. (Hozzáférés: 2017. március 17.)
10. ↑  Vadász és Versenylap 1857-1919 Vadász és Versenylap 49. évfolyam, 1880-04-29 / 18. szám. library.hungaricana.hu. (Hozzáférés: 2017. április 4.)
11. ↑  Vadász és Versenylap 1857-1919 Vadász és Versenylap 20. évfolyam, 1876-05-31 / 22. szám. library.hungaricana.hu. (Hozzáférés: 2017. április 3.)
12. ↑  Vadász és Versenylap 1857-1919 Vadász és Versenylap 24. évfolyam, 1880-01-29 / 5. szám. library.hungaricana.hu. (Hozzáférés: 2017. március 27.)
13. ↑  Vadász és Versenylap 1857-1919 Vadász és Versenylap 31. évfolyam, 1887-03-17 / 11. szám. library.hungaricana.hu. (Hozzáférés: 2017. március 21.)
14. ↑  Vadász és Versenylap 1857-1919 Vadász és Versenylap 23. évfolyam, 1879-11-13 / 46. szám. library.hungaricana.hu. (Hozzáférés: 2017. március 20.)
15. ↑  Vadász és Versenylap 1857-1919 Vadász és Versenylap 49. évfolyam, 1905-01-01 / 1. szám. library.hungaricana.hu. (Hozzáférés: 2017. március 20.)
16. ↑  Vadász és Versenylap 1857-1919 Vadász és Versenylap 20. évfolyam, 1876-10-11 / 41. szám. library.hungaricana.hu. (Hozzáférés: 2017. március 21.)
17. ↑  Vadász és Versenylap 1857-1919 Vadász és Versenylap 20. évfolyam, 1876-07-05 / 27. szám. library.hungaricana.hu. (Hozzáférés: 2017. március 21.)
18. ↑  Vadász és Versenylap 1857-1919 Vadász és Versenylap 20. évfolyam, 1876-07-12 / 28. szám. library.hungaricana.hu. (Hozzáférés: 2017. március 21.)
19. ↑  Vadász és Versenylap 1857-1919 Vadász és Versenylap 20. évfolyam, 1876-08-09 / 32. szám. library.hungaricana.hu. (Hozzáférés: 2017. március 21.)
20. ↑  Vadász és Versenylap 1857-1919 Vadász és Versenylap 20. évfolyam, 1876-08-23 / 34. szám. library.hungaricana.hu. (Hozzáférés: 2017. március 25.)
21. ↑  Vadász és Versenylap 1857-1919 Vadász és Versenylap 20. évfolyam, 1876-09-06 / 36. szám. library.hungaricana.hu. (Hozzáférés: 2017. március 25.)
22. ↑  Vadász és Versenylap 1857-1919 Vadász és Versenylap 20. évfolyam, 1876-10-04 / 40. szám. library.hungaricana.hu. (Hozzáférés: 2017. március 25.)
23. ↑  Vadász és Versenylap 1857-1919 Vadász és Versenylap 20. évfolyam, 1876-11-08 / 45. szám. library.hungaricana.hu. (Hozzáférés: 2017. március 21.)
24. ↑  Vadász és Versenylap 1857-1919 Vadász és Versenylap 21. évfolyam, 1877-05-09 / 19. szám. library.hungaricana.hu. (Hozzáférés: 2017. március 21.)
25. ↑  Vadász és Versenylap 1857-1919 Vadász és Versenylap 21. évfolyam, 1877-09-05 / 36. szám. library.hungaricana.hu. (Hozzáférés: 2017. március 21.)
26. ↑  Vadász és Versenylap 1857-1919 Vadász és Versenylap 21. évfolyam, 1877-10-10 / 41. szám. library.hungaricana.hu. (Hozzáférés: 2017. március 30.)
27. ↑  Vadász és Versenylap 1857-1919 Vadász és Versenylap 22. évfolyam, 1878-08-07 / 32. szám. library.hungaricana.hu. (Hozzáférés: 2017. március 21.)
28. ↑  Vadász és Versenylap 1857-1919 Vadász és Versenylap 22. évfolyam, 1878-08-21 / 34. szám. library.hungaricana.hu. (Hozzáférés: 2017. március 21.)
29. ↑  Vadász és Versenylap 1857-1919 Vadász és Versenylap 22. évfolyam, 1878-09-11 / 37. szám. library.hungaricana.hu. (Hozzáférés: 2017. március 21.)
30. ↑  Vadász és Versenylap 1857-1919 Vadász és Versenylap 23. évfolyam, 1879-05-15 / 20. szám. library.hungaricana.hu. (Hozzáférés: 2017. március 23.)
31. ↑  Vadász és Versenylap 23. évfolyam, 1879-05-22 / 21. szám. library.hungaricana.hu. (Hozzáférés: 2017. március 23.)
32. ↑  Vadász és Versenylap 1857-1919 Vadász és Versenylap 23. évfolyam, 1879-09-11 / 37. szám. library.hungaricana.hu. (Hozzáférés: 2017. március 30.)
33. ↑  Vadász és Versenylap 1857-1919 Vadász és Versenylap 23. évfolyam, 1879-10-02 / 40. szám. library.hungaricana.hu. (Hozzáférés: 2017. április 4.)
34. ↑  Vadász és Versenylap 1857-1919 Vadász és Versenylap 23. évfolyam, 1879-10-23 / 43. szám. library.hungaricana.hu. (Hozzáférés: 2017. április 4.)
35. ↑  Vadász és Versenylap 1857-1919 Vadász és Versenylap 23. évfolyam, 1879-10-23 / 43. szám. library.hungaricana.hu. (Hozzáférés: 2017. március 21.)
36. ↑  Vadász és Versenylap 1857-1919 Vadász és Versenylap 24. évfolyam, 1880-12-23 / 52. szám. library.hungaricana.hu. (Hozzáférés: 2017. március 17.)
37. ↑  Vadász és Versenylap 1857-1919 Vadász és Versenylap 24. évfolyam, 1880-07-01 / 27. szám. library.hungaricana.hu. (Hozzáférés: 2017. március 28.)

### A Vadász és Versenylap tudósításai Kincsem futamairól (1876–1879)
1. ↑  1876. június 21: Németországban futott versenylovaink nyereményei az 1876. év nyarán (szeptember közepéig) : a gödi idomító istállóból, idomár : Hesp Róbert. Tulajdonos: Gr. Sztáray J. nev. Blaskovics - Ló neve és kora: 2é. s. k. Kincsem - Futam: Berlini Erstes Critérium - Díj értéke: 2775 márka
2. ↑  1876. július 2.: II. Vergleichspreis, egyl. dij 2500 mark. Gr. Sztáray J. 2é. sga k. Kincsem, a. Cambuscan, a. Waternymph 1 Br. Schweitzer 2é. sga m. Homburg
3. ↑  1876. július 9.: IV. Hamburgi Critérium. 2500 márka. Németországi és magy.-osztrák bírod. 2éves lovak számára. Táv. 950 méter. (14 nevezés).…Kincsem ment a mezőny élére és canterben nyert. Adelaide, mely sehogy sem akart az inditó-oszlophoz menni, megveri az utolsó pillanatban Hamburgot 1/2 hoszszal a 2-ik helyért.
4. ↑  1876. július 29.:Erinnerungsrennen. 2000 márka. Minden országbeli 2éves mének és kanczák számára. — Táv. 947 méter. A második ló a tételek és bánatok felét kapja. (21 aláirás.) Hg. Czetwertinsky s. k. Kincsein, a. Cambuscan, a Waternymph 58% kilogr. (5 kil. külön) Madden 1 Gr. Henckel p. m. Blücher 55 k. Busby 2 Scavenius ur p. k. Miss Harriet 53% kgr. Wilson 3 Kincsem könnyen nyer másfél hoszszal. Miss Harriet nem volt soha eszélyes. —- Érték 2750 márka az elsőnek, 750 m. a 2-iknak.
5. ↑  1876. augusztus 23.: Louisa-Rennen. (Államdij 3000 márka, 2800 méter). Gr. Sztáray János 2é. р. k. Kincsem (a. Cambuscan, a. Waternymlin) 1-ső, br. Oppenheim 2é. s. k. Regimentstochter 2-ik. - Mult szombaton, vasárnap és hétfőn voltak a frankfurti versenyek, melyekben lovaink eredményteljes részt vettek. Kincsem ismét egy jelentékeny győzelmet vívott ki, megvervén Regiments-tochtert, br. Oppenheim e derék 2 éves kanczáját (ap. Mars,a. Soumise), mely az idén Angliában három ízben győzött már. Szemtanúk állítása szerint (br. W. B. ő exe. és gr. Sz. Antal éppen visszatérőben francziaországi és svajczi utjokból ott voltak a frankfurti versenyeken) Kincsem rendkivüli fölénynyel győzött. Blaskovich Ernő ur valóságos kincset nevelt magának e derék kanczában, mely hivatva látszik apját Cambuscant mindinkább megkedveltetni. A tápio-sz.-mártoni csikónak már anyja — Waternymph, (a. Cotswold a. Mermaid) is belföldi nevelésű, a jó emlékezetű hg. Esterházy-féle ozorai ménesből. Kincsem egyúttal testvére Harmatnak is, mely tavaj a legjobb kanczák egyike volt. Gr. Sztáray János, ki a tulajdonos gazdászati elfoglaltsága miatt a Blaskovich-lovak vezényletét is átvette, helyes tapintattal diadalról diadalra vezeti azokat.
6. ↑  1876. augusztus 31.: Zukunffs-Preis. 3000 márka egyleti dij. \ Futhatnak minden országbeli 2é. mének és kan i czák. Táv. 1000 meter. (21 aláirás). Gr. Sztáray J. 2é. s. k. Kincsem, a. Cambuscan, a. Waternymph 56% kil. Madden 1 Gr. Kinsky Zd. 2é. p. m. Critérium 58 kil. Grimshaw 2 Scavenius ur 2é. p. k. Miss Harriet 56% kil. I. Wilson 3 Br. Oppenheim 2é. s. k. Regimentstochter 56% kil. С. Wilson 0 Miss Harriet vezetett az első 100 ölön, ekkor Kincsem elébe ment és játszva nyert. Regimentstochter utolsó. Érték 5500 márka az elsőnek, 300 márka a 2-iknak.
7. ↑  1876. október 4.: Polgárok dija 600 db. arany (100 db. Sopron sz. k. város polgáraitól, 50 db. az iparosok, és 450 db. az egylet által felajánlva.) Futhat minden belföldi és németországi kétéves ló. Távolság 1200 meter. Tét 40 darab arany, bánat 20 drb arany. Kisbánat 10 arany, — 20 nevezésnél a 2-ik ló 50 aranyat kap, a tét és bánatpénzekből, azon alul tételét menti. 30 nevezéeel a 2-dik ló 100 db. aranyt, 40 nevezésnél 200 drb. aranyt, 50 nevezésnél 300 drb aranyt kapa tét és banat penzekből. A harmadik ló mind a három esetben tételét menti. A még felmaradandó tét és bánatpénzek felét a nyertes ló kapja (33 nevezés). Blaskovics E. ur 2é. s k. Kincsem a. Cambuscan a. Waternymph 52% kil Madden 1 В. Springer G. 2é. p. k. a. Cambuscan a. Tzaritza 52 1/2 kil. Corser 2 Capt. Blue 2é. s m. Der Landgraf 54 k. Metcalf 3 Br. Bethman S. 2é. p. k. ImmergrUnn 52 1/2 kilogr. Butters О Gr. Henckel 2é. s. m. Camillo 54 kil. Busby 0 Kisbánat 2 lóért, nagybánat 26 lóért. - Egy meghiusult inditási-kisérlet után szépen együtt ugrik el a mezőny, Kincsem nyílként pattanván ki a többi közül, s csakhamar 15—20 lóhoszszal repült elől egész végig. A többiek az egyenes vonalon már csak a 2-dik helyért verekedtek, melyet br. Springer kanczája biztosított magának Landgraf ellen. A többiek egyenként szállingózva utánuk. Érték 4300 frt az elsőnek, 300 frt a 2-diknak.
8. ↑  1876. október 29.: Kladrubi Critérium. 3000 frt. Minden belföldi és 2é. német ló számára. Tét 200 frt, felebánat. Táv. 1400 meter. A második ló osztozik az elsővel a tétek és bánatok felén. (12 nevezés). Blaskovics Ernő ur 2é. s. k. Kincsem, a. Cambuscan, a. Waternymph 56 kil. Madden 1 Gr. Kinsky Zd. 2é. p. m. Critérium 54 kii. Grimshaw 2 Capt. Blue 26. р. к. Hilda 53 kil. Metcalf 3 Conte Veith 2é. р. k. Fida 53 kil. Entwistle 0 Bánat 8 lóért. Critérium ugrott el a vezetéssel utána Hilda, Kincsem és Fida. Kincsem nemsokára a 2 ik, majd az első helyre ment, s többé be sem érve s keményen tartva nyert 3 hoszszal a hajtott Critérium ellon. Fél hossz a 2-ik és 3-ik között. Érték: 3200 frt az elsőnek, 200 frt a 2-iknak.
9. ↑  1877. május 8.: 1. Hazafi dij, 500 arany. És pedig 300 állam, és 200 arany alapítványi és egyleti dij. Minden magyarországi 3é. kancza számára. Távolság 1600 meter. Teher 52 kilogramm. Tét 20 arany, bánat 10 arany. A második ló a tét és bánatok felét nyeri. Az 1871 január 7-én tartott választmányi ülés határozata szerint e díjra a csikó ezentúl mindig 1 éves korában nevezendő. Nevezési zárnap 1879-re 1877. augusztus 1. (1877-re bezárva 30 nevezéssel.) … Meglehetős indulás után Mary Lass vezet egy darabig, a két Blaskovics-féle ló utolsó ; 1/2 mértföldön összeszorul a mezőny Mary Lass lemarad Kincsem és Bimbó pedig feljön, a befordulónál elhagyták társaikat s innentől csak a kettő között állt a küzdelem, melyet Kincsem — Bimbó által jól megnyujtóztatva — mégis biztosan nyer 1 1/2 hoszszal. Légyott 3 hosszal hátrább 3ik. Idő 1 p. 45 mdp. Érték 3000 frt. az elsőnek, 900 frt a 2-iknak.]
10. ↑  1877. szeptember 2.: Távirat. Baden-Baden-ből. harmadik nap, sept. 3-án. II. Grosser Preis von Baden. Aranyserleg és 20,000 márka. Kincsem 1, canterben nyerve, Konotoppa 2, Mambrin 3.
11. ↑  1877. október 10.: St. Leger 2000 frt. Lovar-egyleti dij. Minden belföldi 3éves ló számára. Tartandó az őszi versenyekkor. Távolság 2800 méter. Teher : mén 53 kgr., kancza és herélt 1 kilogrammal kevesebb. Tét 200 frt, bánat 100 frt, a versenyt megelőző év augusztus l-ig jelentve csak 50 frt. A második ló a tételek és bánatok felét nyeri. (45 nevezés.) Blaskovics Ernő ur 3é. sga k. Kincsem a. Cambuscam a. Waternymph 52 kil. Madden 1 Gr. Henckel Hugó id. 3é. sga m. Prince Giles 1. 53 kil. Busby 2 Gyürky Béla ur 3é. sga m. lörincz (ezelőtt Lawrence) 53 kil. Webber 3 - Bimbó vállalkozik a vezetésre s oly sebes iramot kezd, hogy 30 hosszal ia megelőzte a mezőnyt. Kincsem megy második helyen, utána Prince Giles I., Erzsi, Lörincz utolsó. A tribünénél szemben Madden elereszti Kincsemet, mely Bimbót csakhamar elfogja s 10 hoszszal megelőzvén ellenfeleit kényelmes canterben megy el a czélpont előtt. E kézben Bimbó egészen lehanyatlott s helyét Prince Giles foglalja el s két hoszszal biztosan tartja végig a 2 ik helyet. A harmadik helyért elkeseredett küzdelem Lörincz és Blankenese között, mely 1 nyakkal az előbbi részére dől el. Érték: 4675 frt az elsőnek, 2675 frt a 2-iknak.
12. ↑  1878. augusztus 1.: Távirat Goodwoodból. Goodwood l/8 d. u. 3 ó. 20 p. Kincsem I. Pageant II. Lady Golightly III. Három futott. Könnyen nyert. Cavaliero. * * Ez örömteljes hírt röpité át a villámszikra mult csötörtökön Angliából hozzánk, kik kétség és reménység közt vártuk azt. Este 6 órakor már megérkezett, s pár óra alatt a főváros, s másnap országszerte tudták a napilapok utján, miszerint Blaskovics Ernő ur szelekkel versenyző kanczája Angliában is győztes lett...
13. ↑  1878. augusztus 18.: Távirat Trouvillebol. Trouville, 18\V1II. Grand Prix de Deauville. 15,000 frk. 2400 meter. Kincsem 61 kii. I. Fontainebleau 64 kii. II. Fould Gift 53 kii. III. Kincsem könnyen nyert. * * E futamról bővebben jövőre irunk. — E legyőzhetlen lónak ez 38-dik győzelme. Közelebb Baden-Badenben fog futni, aztán haza jön.
14. ↑  1878. szeptember 9.: Grosser Preis von Baden. Aranyserleg, adja a baden-badeni nagyherczeg és 20,000 márka az International-klub által adva. 3200 meter. …Purple és Altona vezette a mezőnyt, utánuk Prince Giles I. és Kincsem. Az állvány előtt még mindig Purple vezet, Altona nem birja a sebes futamot és elmarad, 2-dik Prince Giles, utána Kincsem, utolsó Altona. Purple meg az álványnyal szemben és szilárdan megtartotta az elsőséget, de a befordulónál Bushby gyorsította a futamot és elhagyta Purple-t, Kincsem utánna háromnegyed lóhoszszal. A befordulónál óriási küzdelem keletkezett a mén és kancza között, Prince Giles elszántan száguldott előre, de Kincsem sem maradt hátra és Madden erélyes unszolására fokonkint érte be Prince Gilest. Végre Bushby határozott védelme és Kincsem elszánt küzdelme mellett az elsőségért mindkettő egyszerre ért be. A pályabíró kimondá a holtversenyt. Purple 25 lóhoszszal harmadik, Altonát feltartották. Döntöverseny. Fogadások 7 : 4 Kincsemre. A lovak jól indultak ; a belső oldalon Prince Giles, a külsőn Kincsem ; darab ideig fej fej mellett nyargalt a két ló. A pálya közepén Kincsemnek megjött a kedve a futásra és határozott ura látszott lenni a helyzetnek ; ekkor előtör a külső oldalon egy kutya, háborgatja a lovakat és Kincsemnek győzelmét majdnem kétségessé teszi. Csak a befordulónál birta a két ló a háborgatót lerázni magáról ; ezt az intermezzót Bushby felhasználta és feljött a kancza elé; ekkor Madden nógatása és sarkantyúja uj lelket öntött a derék kanczába, fokonkint hagyta el a mént és hatalmasan száguldott előre, kétségtelenné téve győzelmét. Végre, kifáradtan ugyan, de öt lóhoszszal ért be elsőnek. Nyer. 11,600 márk és tiszteletdíj az elsőnek, 2000 márk a másodiknak. Midőn a versenyt leírtuk, nem állhatunk ellent annak, hogy stereotyp módon ne regisstráljuk : ez volt Kincsemnek 39-dik győzelme. Első futama holt verseny volt ugyan, de annál nagyobb volt győzelme a döntő versenyben; mert, mint fentebb említettük, Kincsemnek uti strapácz után még elemekkel is kellett küzdeni és Prince Giles I-nél 7 kilóval többet vinni.
15. ↑  1879. május 8.: I. osztályú államdij. 1000 db 10 frc. arany. Futhat minden belföldi mén és kancza. Távolság 2400 m. Teher: 3é. 52 1/2 kil. 4é. 65 kil. 5é. és id. 68 kii., kanczára l 1/2 kil. kevesebb. Egy 5000 frt értékü verseny nyerőjére 5 kil., 2 vagy több ily dij nyerőjére 10 kg-mal több. Tét 200 frt., fele bánat. A 2-ik ló a tét és bánatok felét nyeri. (13 aláirás.) Blaskovics Ernő ur 5é. sg. k. Kincsem, a. Cambuscan a. Waternymph 76 1/2 kil. (10 kil. külön) Wainright 1 Hg Hanau Móricz 3é. stp. m. Harry Hall 52 1/2 kil. Smart 2 Gr. Festetics Pál nev. Inkey Istv. 3é. р. k. Clarisse 51 kil. Butters 3 - Clarisse sebes iramban mutatja az utat, mintegy 40 meternyire előre nyargalva, utána Bolygó, Prince Giles, Kincsem, hátul Harry Hall. A nyerő oldalra befordulónál Kincsem gyorsítani kezdi iramát s vele Harry Hall ; nem sokára behúzzák Clarisset, mely velök megy ; ellenben Prince Giles és Bolygó lemaradnak. A távoszlopnál már Kincsem előljár, s tetszés szerint nyer két hoszszal, mig Harry Hall és Clarisse erősen verekednek a 2-dik helyért, melyet amaz egy nyakkal tart meg. Érték: 4700 frt az elsőnek, 700 frt a másodiknak.
16. ↑  1879. május 18.: II-od osztályú államdij, 3ооо frt. 3é. és idősb belf. és németországi mének és kanczáknak. Tét 200 frt., bánat 100 frt. 2800 meter. Blaskovics Ernő ur 5é. sga k. Kincsem ap. Cambuscan a. Waternymph 72 / 2 kil, (6 kil. kül.) Wainwright 1 Gr. Henckel 5é. p. m. Prince Giles I. 70 (2 kil. (2 1/2 kil. kül.) Bushby 2 … — Kincsem a pálya feléig vezetteté magát в ekkor előre szökkenve canterben, tíz hoszszal játszva győzött. Érték: 3200 frt az elsőnek ; 200 frt a másodiknak.
17. ↑  ' 1879. szeptember 11.: A pálya egész az első napig tartó záporok és csendes esők folytán igen lágy és némely helyeken mély volt. Magok u versenyek mind jól meg voltak rakva, és kemény küzdelmek közt folytak le. Magának Kincsemnek, e világcsodának is — méltán nevezhetjük igy, mert a versenyek történetében még nem tudunk lovat, mely 50-szer futott és soha meg ne veretett volna — keményen kellett több másodperczig küzdeni ellenfeleivel, habár a veszede1em pillanatában, s jockeyjának felhívására — végre biztosan nyert; sőt lovarja Busbby állítja, hogy érzé, miszerint a kancza könnyen ment, és még sokkal többet kivehetett volna belőle. A megszorítás oka onnan eredt, mert Kincsem három ellenfele (Künstlerin, Hessenpreis és Rococo) egy kézre dolgozván, ez utóbbi igen mérsékelt iramban vezetett egész az utolsó fordulóig, hol aztán a fiatal, röpülő 3évest (Küustlerint) Madden ismeretes energiájával teljes erőből neki hajtván, azt hitte, hogy a rövid 800 meteren — sebességgel legyőzheti az idősb kanczát. Igy történt, hogy a nyerő oldalra befordulva mig Bushby sebesebb lódulatba hozhatta volna Kincsemet, a két fiatalabb kancza nyakán termett, sőt egy pillanatig Künstlerin el is hagyá, — mi a nézők ezrei közt a legnagyobb mérvű felindulást okozá. — Bushby ekkor ostorhoz nyúlt, mire Kincsem kinyujtózván — még jóval a czélpont előtt leveré ellenfelét. Egészen más lett volna a futam, ha a hires kancza előtt egy jó iramot csináló társ lett volna, vagy ha lovasa, midőn látta hogy az iram igen lassú, nem tartja magát szorosan utasításához, hanem már korán sebesebb futásba veszi, s nem vár az utolsó 800 méterig... Igy a két fiatalabb kancza — könnyű terhük alatt, nagy előnyben voltak ily rövid távolságra, s Kincsem kénytelen volt hamarjában nagyobb erőfeszítést tenni, mint különben — ha számtalan próbáját más lovakkal tekintjük — szükség lett volna ez ellenfelek ellen. De Busbby először lovagolva Kincsemet, s behatása alatt azon erélyességnek, melylyel Hesp az utolsó pillanatban Wainraight mellőzésével*) őt ülteté a nyeregbe, nem meré utasítását átlépni.
18. ↑  1879. október 2.: 350 darab 10 frcos magyar arany. Futhat minden belföldi mén és kanezr. Távolság 3200 meter. …Blaskovics Ernő ur 5é. sg. k. Kincsem a. Cambuscan a. Waternymph (5 1/2 k. kük) 72 kik Wainright (körülj.) Visszahuzatott Harry Hall és Prince Giles. Kincsem körüljárt. Érték 1550 frt.
19. ↑  1879. október 19.:A »Ritter-dij«, noha derék lovak voltak rá nevezve, semmi emotiót nem nyújthatott, mert mindannyian visszavonatván, Kincsem walkoverben verseny nélkül győzött.
20. ↑  1879. október 21.: II. „Kancza díj. 500 drb 10 frkos arany. Ebből 473 arany államdij, a többi pótlék az egylettől. Belföldi és németországi kanczák számára. Táv. 2400 m. Teher: 3é., 58 kil., 4é. 65 kil. 5é. és id. 67 % kil. Belföldi mén ivadékára 2 kilóval, belföldi és német kancza ivadékára szintén 2 kilóval kevesebb. Egy 5000 frtos dij nyertesére 3% kii., két ily vagy egy nagyobb dij nyerőjére 7 kil.-mal több. Tét 200 frt, bánat 100 frt. A második ló a tét és bánatok felét nyeri, a harmadik ló tételét menti. (Elzáratott 5 nevezéssel.) Bánat 2 lóért. — Kincsem játszva nyert tiz hoszszal, Dagmar félhoszszal a második után. Érték: 2000 frt. a nyertesnek, 200 frt a másodiknak.”